# Bataille de l'Atlantique (1939-1945)
Pour les articles homonymes, voir Bataille de l'Atlantique.
Seconde Guerre mondiale
Batailles
Bataille de l'Atlantique
- Bataille des Caraïbes
- Blocus allié de l'Allemagne
- Guerre météorologique
- Bataille du Rio de la Plata
- Opération Berlin
- Bataille du détroit de Danemark
- Opération Neuland
- Torpedo Alley
- Opération Paukenschlag
- Opération Postmaster
- Opération Cerberus
- Opération Biting
- Opération Chariot
- Bataille du Saint-Laurent
- Opération Frankton
- Bataille de la mer de Barents
- Mai Noir
- Bataille du cap Nord
- Opération Stonewall
- Opération Teardrop

Front d'Europe de l'ouest

Front d'Europe de l'est

Campagnes d'Afrique, du Moyen-Orient et de Méditerranée

Guerre du Pacifique

Guerre sino-japonaise

Théâtre américain
L'expression « bataille de l'Atlantique » désigne l'ensemble des combats qui ont eu lieu dans l'Atlantique nord, pendant la Seconde Guerre mondiale. La paternité de l'expression est attribuée à Winston Churchill. C'est la plus longue bataille de la Seconde Guerre mondiale, commençant le 3 septembre 1939 pour finir le 8 mai 1945.
Cette appellation est parfois étendue aux combats ayant eu lieu dans l'océan Arctique, l'Atlantique sud, voire la mer Méditerranée ou encore l'océan Indien. Une partie des campagnes de Méditerranée en constitue un prolongement.
La domination militaire de l'Atlantique a constitué un enjeu stratégique déterminant de la Seconde Guerre mondiale. L'économie britannique et l'effort de guerre de Londres ne pouvaient compter que sur des approvisionnements par voie maritime, et l'Allemagne cherchait donc à établir un blocus du Royaume-Uni pour étrangler et vaincre son dernier adversaire en Europe de l'Ouest.
Après l'engagement américain dans le conflit, l'enjeu devint plus important encore puisqu'il s'agissait d'empêcher l'acheminement en Europe du corps expéditionnaire américain, en plus des approvisionnements.
Cette bataille a principalement opposé les U-Boote allemands aux escorteurs et avions alliés. Elle a aussi donné lieu à des combats entre navires de surface, et a été l'occasion d'innovations techniques importantes.

## Contexte

### Contexte historique
Le traité de Versailles signé en 1919 entérine la défaite de l'Allemagne au cours de la Première Guerre mondiale. Elle ne peut plus posséder qu'une force défensive : il lui est interdit d'avoir une aviation, des sous-marins et des porte-avions. La marine est limitée à 108 000 tonnes, et aucun navire ne doit jauger plus de 10 000 tonnes.
Après l'arrivée au pouvoir de Hitler, un accord naval bilatéral entre le Royaume-Uni et l'Allemagne est conclu en 1935. Le traité dispose que l'Allemagne peut construire 35 % du tonnage de surface et 45 % du tonnage sous-marin de la Royal Navy.
Après la guerre sous-marine sans restriction menée par l'Allemagne au cours de la Première Guerre mondiale, les États ont cherché à encadrer, voire à éliminer l'arme sous-marine, sans y parvenir. Le traité de Londres impose que les sous-marins obéissent aux mêmes règles que celles s'appliquant aux corsaires de surface : attaquer en surface et mettre l'équipage en lieu sûr, avant de couler le navire intercepté (cf. article 22) ; ceci ne s'applique toutefois pas aux navires refusant d'obéir ou ripostant par les armes. Ces règles n'interdisaient pas d'armer les navires marchands mais cet armement les transformait ipso facto en auxiliaires de la marine de guerre ne bénéficiant plus de la protection prévue à l'article 22,.

### Contexte géographique

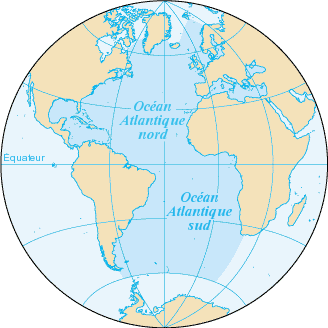
Carte de l'océan Atlantique. La majeure partie des combats se sont tenus dans l'Atlantique nord.

Un convoi voulant traverser l'Atlantique doit parcourir 3 043 milles marins s'il part de New York pour Liverpool ; 2 485 s'il part d'Halifax et 4 530 s'il vient de Panama. Cette distance se traduit par une durée de 14 à 19 jours de mer.
La partie nord de l'Atlantique, en raison de l'oscillation nord-atlantique, présente des conditions météorologiques fréquemment difficiles. En particulier en hiver, le passage de dépressions provoque des tempêtes qui peuvent suivre les cargos naviguant vers l'est tout au long de leur trajet, ou se succéder pour les navires allant d'Europe en Amérique. Ainsi, la corvette britannique HMS Pink fera état de vagues de 40 pieds (12,192 m) à 50 pieds (15,24 m), le 16 décembre 1942.

### Contexte stratégique

#### Vu du côté allié
Après la chute de la France, le Royaume-Uni, pour continuer son combat contre l'Allemagne nazie, doit compter en immense partie sur un ravitaillement venant d'outre-mer, principalement de son empire colonial ou du continent américain. En 1939, le Royaume-Uni est le plus gros importateur du monde. La majorité des importations concernent l'alimentation, humaine ou animale, la laine et le coton ; le pétrole et ses dérivés comptent pour autant que les importations alimentaires. Les importations de nourriture vont baisser de vingt-deux millions de tonnes à quinze puis onze millions de tonnes, avec la quasi-disparition des aliments pour le bétail. L'effort de guerre britannique est constamment tributaire des importations de pétrole et de matières premières, et de la moitié de l'alimentation humaine (en calories),. Tout repose sur la capacité de transport disponible. Un cargo moyen, comme les Liberty ships, transporte 10 000 tonnes de fret. Un seul de ces cargos peut transporter l'équivalent de trois cents chars, trois millions de fusils ou 10 000 tonnes de viande, ce qui équivaut à une ration hebdomadaire individuelle d'un kilogramme pour dix millions de personnes, la population de Londres.
À côté de l'approvisionnement de la population britannique, l'effort de guerre nécessite des moyens considérables. Pour donner un exemple, larguer un million de tonnes de bombes sur l'Allemagne représente le chargement de cent Liberty ships, avec cent autres pour fournir le carburant aux bombardiers. Au moment des préparatifs du débarquement, les besoins augmentent. Le transport d'une division d'infanterie américaine représente 32 000 tonnes de fret. Il faut noter qu'en 1944, la moitié du tonnage importé concerne les munitions.
Troisième élément à prendre en compte : les besoins de l'URSS. Elle est ravitaillée, en partie, par des convois passant par l'Arctique. Pour une bonne part, les fournitures transitent par les îles Britanniques ; le reste est apporté par les cargos des convois de l'Atlantique qui quittent ces îles pour gagner directement l'Islande. En novembre 1941, ce sont 500 000 tonnes de nourriture qui sont envoyées aux Soviétiques.

#### Vu du côté de l'Axe
Pour affaiblir le Royaume-Uni, il faut ralentir suffisamment le flot d'approvisionnement dirigé vers les ports britanniques. Pour cela, le meilleur moyen est de couler davantage de capacité de transport que l'adversaire n'est capable d'en construire.
Les forces de l'Axe attaquent donc indistinctement tous les navires marchands alliés, qu'ils quittent l'Angleterre ou qu'ils cherchent à l'atteindre. Cela suppose de disposer de suffisamment de forces à la mer, donc produire le plus grand nombre possible de corsaires. Ce d'autant plus qu'un navire passe relativement peu de temps en mission, entre le temps de remise en état dans une base et celui de transit entre la base et son lieu d'action. Pour une flotte de submersibles, le tiers seulement se trouve au combat en mer, les deux autres tiers étant soit en transit, soit en entretien dans les bases sous-marines.
Dès l'élaboration du Plan Z de 1935 pour la reconstruction de la Kriegsmarine, la question de l'arbitrage entre les forces de surface et les sous-marins est posée. Ces derniers ont pour eux un coût et un délai de construction très favorable comparé à ceux de navires de surface, mais l'expérience de la guerre sous-marine en 1914-1918 montrait également leur grande vulnérabilité, 40 % des équipages et 229 des 345 U-boote étant perdus, et finalement leur échec.
Erich Raeder, le chef de la marine, tranche la question en faveur des navires de surface, au motif que sans eux les Britanniques seront en mesure d'empêcher les sous-marins de sortir de la mer du Nord. Le plan Z prévoit quand même une force sous-marine importante, 249 sous-marins de tous types, dont 152 (à savoir 90 de type VII b et 60 de type IX) correspondant à la vision de Dönitz. Les autres sont soit des sous-marins côtiers dont le rôle est défensif, soit des modèles en vogue comme des croiseurs sous-marins (similaires au Surcouf français), soit des « sous-marins d'escadre » destinés à ouvrir les routes aux forces de surface. Dönitz estimait que le besoin était du double (trois cents sous-marins d'interdiction commerciale), selon un livre qu'il publie en 1939 pour être en mesure d'atteindre son objectif. Sur ce nombre, 90 seraient en embuscade, par groupes de trois, pour intercepter les convois empruntant les trois principales routes identifiées : Atlantique nord, centre de l'Atlantique et le long des côtes africaines, passé Gibraltar. Et à l'ouverture des hostilités, le plan Z (dont l'horizon était un achèvement en 1945) est très loin d'être réalisé, Dönitz dispose en tout et pour tout de 57 U-Boote : 18 dans l'Atlantique, 21 en mer du Nord, 10 dans la Baltique et 8 autres non opérationnels.

## Acteurs

### Forces de l'Axe

#### Navires de surface allemands
Au début du conflit, l'Admiral Graf Spee écume l'Atlantique sud, coule 9 navires totalisant 50 000 tonnes, mais, pourchassé, se saborde le 17 décembre 1939 à la suite des dégâts qu'il a subis lors de la bataille du Rio de la Plata. L'Admiral Scheer mène une opération similaire à partir d'octobre 1940, coulant pour plus de 110 000 tonnes de navires de commerce devenant de loin le corsaire allemand qui a accumulé le plus de victimes en tonnage de toute la guerre, et réussit à rentrer en Allemagne le 1er avril 1941.
Après l'ajournement sine die, fin 1940, de l'opération Seelöwe d'invasion de l'Angleterre, la guerre contre le commerce redevient la priorité. Sachant que la flotte allemande ne peut pas s'opposer à la Royal Navy, l'objectif de ces opérations est de s'attaquer seulement au commerce, avec interdiction de chercher l'affrontement. Du 22 janvier au 22 mars 1941 le Scharnhorst et le Gneisenau mènent ensemble l'opération Berlin, qui est un succès : ils coulent ou capturent 22 navires totalisant plus de 100 000 tonnes, et rentrent indemnes. Confiante à la suite de ce succès, la Kriegsmarine lance le 18 mai 1941 le tout neuf cuirassé Bismarck et le Prinz Eugen dans l'opération Rheinübung. Cette fois, c'est un échec, la Royal Navy repère et pourchasse les navires allemands dès le détroit de Danemark, leur interdisant de mener leur action prévue, et si le Bismarck coule le HMS Hood le 24 mai, il est lui-même coulé trois jours plus tard, tandis que le Prinz Eugen s'échappe. La Kriegsmarine renonce à utiliser ses grands navires comme corsaires dans l'Atlantique.
Dans un second temps, elle arme des corsaires marchands, comme croiseurs auxiliaires. Parmi les onze qui seront utilisés, l’Atlantis, l’Orion ou le Thor. Ceux-ci vont couler 800 000 tonnes de cargos alliés, ce qui est assez peu en regard des 23 000 000 tonnes que les U-Boote enverront par le fond.

#### U-Boote

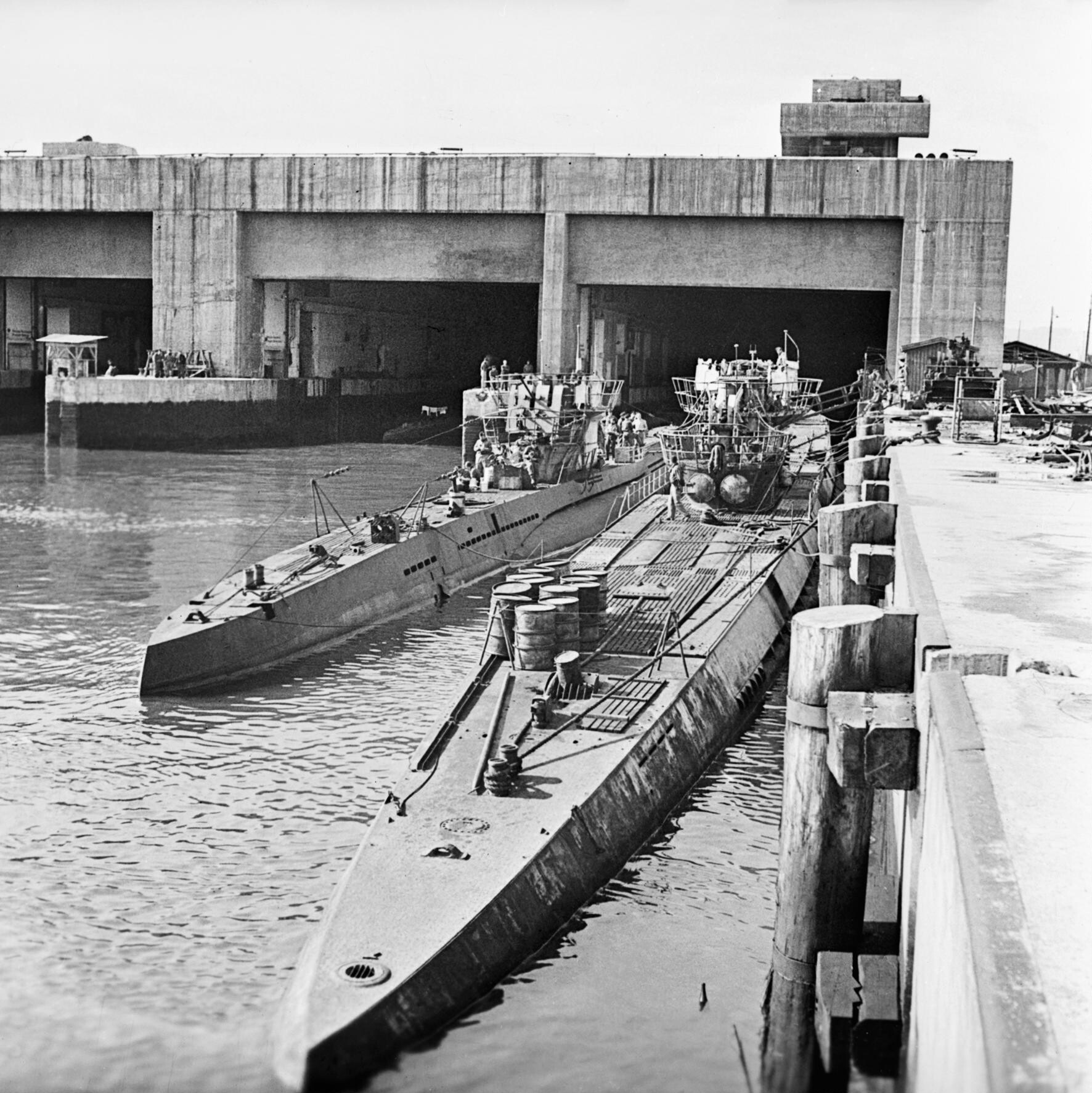
U-Boote de type VIIC et IX, en mai 1945, devant leur base Dora de Trondheim.

En 1939, la flotte allemande compte 57 U-Boote dont seulement une vingtaine capables d'opérer dans l'Atlantique(20 U-Boote type VIIA & B et 7 U-Boote type IXA). À la fin du conflit, l'économie de guerre du Troisième Reich conduit à armer 1 113 unités (non compris les 200 sous-marins de poche), ce qui correspond à un sous-marin mis à l'eau tous les trois jours dans les arsenaux allemands.
Les U-Boote d'alors ne sont pas des sous-marins au sens où on l'entend à notre époque. Il faut plutôt les comparer à des « torpilleurs submersibles » : ils ne sont pas conçus pour rester continuellement en immersion. La plupart du temps, souvent la nuit, ils naviguent en surface aux moteurs Diesel, rechargeant leurs batteries qui alimentent les moteurs électriques pour la navigation en plongée. Ils plongent ponctuellement soit pour attaquer à la torpille, soit pour échapper à une contre-attaque. En immersion, leur vitesse est de l'ordre de quatre nœuds pendant quelques heures seulement, contre dix-sept nœuds, environ, en surface. Leur vitesse de surface est équivalente à celle de la majorité des escorteurs chargés de défendre les convois.
Seuls des sous-marins océaniques seront mobilisés dans la poursuite des convois, les sous-marins côtiers n'ayant pas un rayon d'action suffisant. Les principaux types seront les VII et les IX.
- U-Boote type VIIC,

D'un déplacement de 760 tonnes en surface, il peut atteindre la vitesse de 17 nœuds. En plongée, il ne se déplace plus qu'à 4 nœuds (8 au maximum) pendant quelques heures seulement. Son rayon d'action est de 8 500 nautiques, mais 80 en plongée. Son équipage est de 44 hommes, sa profondeur d'immersion maximale est de 120 mètres (mais davantage en pratique).
Il est équipé de cinq tubes lance-torpilles (quatre dans l'étrave et un à l'arrière) et emporte neuf torpilles de réserve. Il dispose aussi d'un canon de 88 mm sur le pont et de deux canons AA de 20 mm.
La prise de plongée est de 20 secondes environ.
654 exemplaires produits entre 1938 et 1945.
- U-Boote type IXD,

D'un déplacement de 1 616 tonnes en surface, il peut atteindre la vitesse de 19 nœuds. En plongée, il ne se déplace plus qu'à 4 nœuds (7 au maximum) mais pendant quelques heures seulement. Son rayon d'action est de 31 500 nautiques, mais 80 en plongée. Son équipage est de 57 hommes, sa profondeur maximale d'immersion est de 120 mètres. (mais davantage en pratique).
Il est équipé de six tubes lance-torpilles (quatre dans l'étrave et deux à l'arrière) et emporte seize torpilles de réserve (dont certaines sous le pont). Il dispose aussi d'un canon de 105 mm sur le pont et d’un canon AA de 37 mm et deux de 20 mm.
Il plonge moins vite que le type VII.
30 navires de type IX classe D ont été mis en service.
D'autres modèles seront utilisés, comme les types XIV. Surnommés « vaches à lait », ils sont utilisés pour ravitailler les sous-marins de combat. À la fin de la guerre, des modèles beaucoup plus performants en plongée seront mis en service mais trop tard pour influencer le sort de la bataille (types XXI et XXIII).
630 U-Boote sont détruits par les Alliés au cours d'opérations au large (38 % par avions, 33 % par destroyers). 123 sont détruits dans les ports par bombardements, 215 se sabordent en 1945, 202 sont livrés aux Alliés. Trente-neuf mille sous-mariniers sont tués.

#### Avions

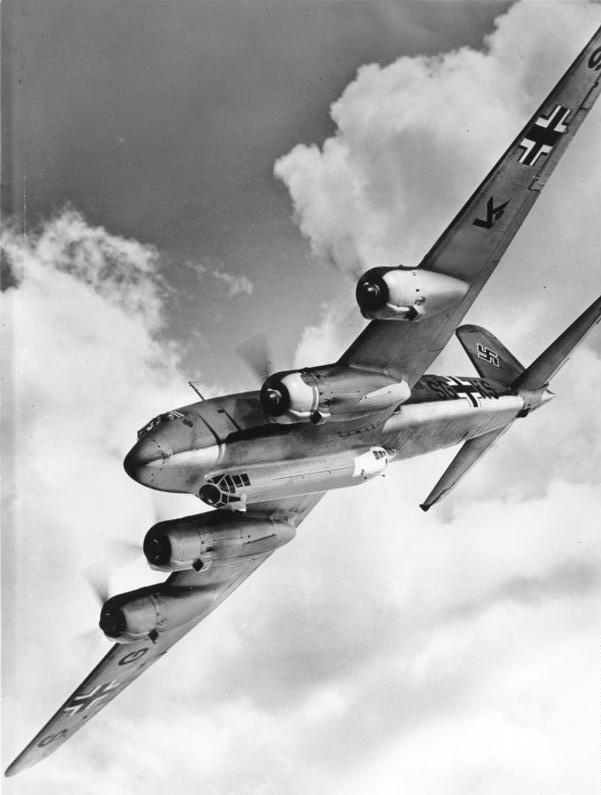
Fw200 C-3 Condor, l'appareil de reconnaissance à long rayon d'action de la Luftwaffe.

La Kriegsmarine reçoit le soutien d'unités aériennes de la Luftwaffe. Pour ses besoins propres, comme la reconnaissance ou la protection des sous-marins, elle dépend du bon vouloir de cette dernière. Et, pour les unités mises à sa disposition, il n'y a pas de spécialisation dans le combat maritime (qu'il s'agisse d'instruments ou de formation des équipages).
Du fait de leur rayon d'action inadapté aux distances océaniques, les avions allemands interviendront peu dans la bataille. Ils le font principalement pour des bombardements dans des zones côtières ou pour disputer le contrôle du Golfe de Gascogne, point de transit obligatoire des U-Boote, aux avions alliés les traquant. Sont mobilisés des bombardiers (tel des He-111 ou des Do-17 comme ceux basés à Cognac) ou des avions d'attaque (comme des Me-110 ou des Ju-88).
Un seul type d'appareil sera principalement exploité dans l'attaque des convois au large, le Fw200 Condor. Ce quadrimoteur, dérivé d'un avion de ligne est le seul à avoir une autonomie suffisante (seize heures au maximum, mais huit heures en général, pour une distance franchissable de 4 400 km) pour remplir le rôle de reconnaissance et de découverte des convois. Équipés en bombardiers, ils emportent quatre bombes de 250 kg sous les ailes. Ils sont principalement basés à Bordeaux (Mérignac) d'où partent leurs vols, le retour se faisant soit à Mérignac, soit en Norvège, à Trondheim. D'autres modèles, comme le Junkers Ju 290, feront leur apparition dans les derniers mois de 1943, au-dessus des étendues océaniques.

#### Renseignement
La Kriegsmarine dispose d'un service spécialisé dans l'écoute et le décryptage des transmissions ennemies. Il s'agit du Funkbeobachtungsdienst, aussi connu sous sa dénomination abrégée, le B-Dienst.
Pour l'interception des émissions radio, ce service exploite les éléments fournis par les stations d'écoute installées en Allemagne (un réseau pour la mer du Nord, un autre pour la Baltique) et dans les pays occupés. Ainsi, en France, il existe des stations à Boulogne, Dieppe, Fécamp, Étretat, Brest, Angers, Bayeux, Erquy et Bordeaux pour la Manche et l'Atlantique ; et à Montpellier et Toulon pour la Méditerranée (il y en a également à Madrid et à Séville[réf. nécessaire]).
Le rôle de ces stations est d'intercepter les transmissions et de déterminer la position de l'émetteur par triangulation. Cette fonction est primordiale ; pour donner un exemple, en octobre 1939, le torpillage du HMS Royal Oak à Scapa-Flow amène la Home Fleet à gagner temporairement un autre mouillage. Celui-ci est rapidement identifié par simple radiogoniométrie des messages alors échangés par les navires britanniques.
L'autre mission du B-Dienst est le décryptage des messages interceptés. Par exemple, au début du conflit, les Britanniques mettent en service un nouveau chiffre (Naval cipher). En moins de six mois, le B-Dienst est capable de lire entre 30 et 50 % des messages interceptés parce qu'il avait déjà cassé le chiffre précédent, héritier direct des codes utilisés à Trafalgar,.
Tout au long du conflit, les Allemands seront capables de lire une partie substantielle des messages de la Royal Navy,. Autre exemple, quand les Britanniques introduiront en juin 1941 le Mercheant Ship Code, les Allemands auront déjà réussi à s'en procurer un exemplaire. Au début de 1943, quand le B-Dienst sera au pic de son efficacité, il sera même capable de décrypter le bulletin journalier de situation des U-Boote (U-Boat Situation Report) dressé par l'Amirauté britannique. Ainsi, le BdU (Befehlshaber der U-Boote, commandement des U-Boote) a connaissance de ce que savent les Alliés au sujet de son propre ordre de bataille,... En revanche, les Allemands seront incapables de percer les chiffres utilisés par les Américains.
Le B-Dienst est cependant la seule unité capable de fournir des informations au BdU. Il n'y aura jamais du côté allemand des équipes d'analyse comme celles se trouvant chez les Alliés (OIC, par exemple).

#### Conduite des opérations
Durant le conflit, les opérations des U-Boote sont conduites par le BdU (pour Befehlshaber der U-Boote, i.e. « commandement des U-Boote »). À sa tête se trouve l'amiral Dönitz.
Cet état-major décide de l'emploi, de la formation, ainsi que des équipements des sous-marins. Il bénéficie des renseignements obtenus par le B-Dienst (i.e. le service « B »), chargé pour sa part du renseignement. C'est une cellule avec des effectifs très réduits.
La conduite des opérations est centralisée. En particulier, les U-Boote doivent envoyer de fréquents rapports par radio et cette obligation facilite leur repérage par les Alliés. Par exemple, en février 1943, les U-Boote attaquent le convoi SC-118 (en). En sept jours, 262 de leurs messages seront interceptés. En retour, le BdU envoie aussi de grandes quantités de messages. Pour donner un autre exemple, il est fréquent qu'un U-Boot parte en croisière avec comme seul ordre d'atteindre un point donné dans l'Atlantique. Là, il envoie un message ; en retour, il reçoit un message lui indiquant où il doit aller patrouiller.

#### Bases
- Bases sous-marines

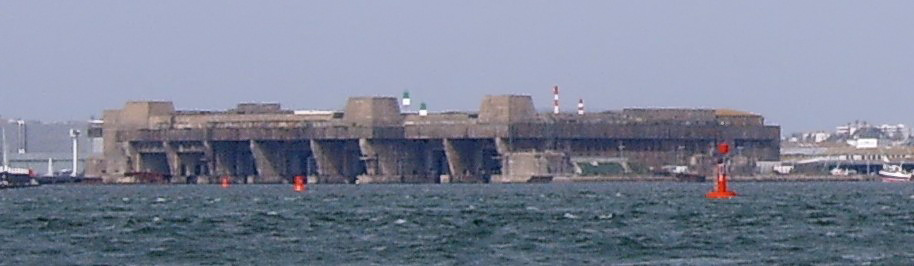
La base de sous-marins de Lorient en 2007.

L'occupation du territoire français offre aux Allemands un libre accès à l'océan Atlantique. Des bases de sous-marins sont rapidement établies à Brest, Lorient, Saint-Nazaire, La Rochelle et Bordeaux. Dès le 7 juillet 1940, un U-Boot, l'U-30, arrive à Lorient pour se réapprovisionner. D'énormes superstructures en béton armé sont construites pour protéger les U-Boote des bombardements alliés. Elles résisteront jusqu'à la fin du conflit, abritant submersibles et équipages[réf. nécessaire], en dépit des efforts alliés qui n'aboutiront qu'à raser les zones urbaines environnantes.
Ces constructions représenteront le quart des travaux exécutés par l'Organisation Todt. Lorient pourra ainsi accueillir 28 U-Boote, Brest, 15, Saint-Nazaire, 14, La Rochelle/La Pallice, 10 et Bordeaux, 11. Après le débarquement en Normandie, les flottilles gagneront la Norvège. En septembre 1944, l'U-155 est le dernier U-Boot à appareiller de Lorient.
- Bases aériennes

Pour satisfaire la volonté d'Hermann Göring de commander l'ensemble des aéronefs du Reich, la Luftwaffe est seule chargée de la lutte aérienne au-dessus de l'océan. L'occupation de la France lui permet d'utiliser des bases aériennes.
Les unités chargées de la lutte maritime sont basées à Mérignac, Cognac, Lorient, Brest, ainsi qu'en Norvège, à Trondheim et à Stavanger.

#### Rôle de l'Italie
Dès le début du conflit, l'Italie va fournir des sous-marins pour participer à la bataille. Cette participation était convenue dès le mois de juin 1939 par un accord entre les amiraux Erich Raeder et Domenico Cavagnari. Les 27 sous-marins du 11e Groupe sont basés à Bordeaux et sont désignés par l'acronyme BETASOM. Leur zone d'opérations est située au sud du 42e parallèle. Elle sera par la suite étendue.
À l'entrée en guerre des États-Unis, cinq sous-marins italiens seront envoyés le long des côtes américaines. Ils s'y montreront aussi efficaces que les U-Boote. En 1943, sept des sous-marins italiens de la BETASOM sont préparés pour gagner l'Extrême-Orient. La capitulation italienne mettra un terme aux opérations de la BETASOM ; les Japonais et les Allemands mettent alors la main sur cinq de ces sous-marins.
Les sous-marins italiens ont été conçus pour la Méditerranée et ses conditions météorologiques différentes de celles de l'Atlantique nord. Leurs tactiques sont héritées des combats dans l'Adriatique durant la Première Guerre mondiale. Leurs résultats sont moindres que ceux des U-Boote, avec cent neuf cargos coulés (593 864 tonnes), au prix de la perte de seize sous-marins.

### Forces alliées

#### Navires marchands au début du conflit
Les cargos de l'époque sont très divers mais ils diffèrent profondément des cargos actuels. Si les plus anciens fonctionnent toujours au charbon, une partie des plus récents fonctionne au fioul lourd. Les vitesses sont très diverses et imposeront de définir des convois rapides (vitesse de 10 nœuds environ), et des convois lents, à 5-7 nœuds.
Dès avant les hostilités, la US Maritime Commission avait défini les caractéristiques de cargos standards qui donneront les cargos de type C1, C2 et C3, ainsi que des pétroliers T2 et T3.

#### Militarisation des cargos
Dès le début du conflit, les Britanniques choisirent d'armer les cargos pour leur propre défense. Ils sont désignés par le sigle DEMS (Defensively Equiped Merchant Ship). Les pièces d'artillerie sont de vieux modèles tirés des arsenaux, d'un calibre variant de 75 à 150 mm selon la taille du cargo. Elles sont servies par des artilleurs retraités rappelés ou engagés volontaires (au nombre de 14 000, rattachés au Royal Artillery Maritime Regiment) et par des marins de la Royal Navy (24 000 en tout). Cent cinquante mille marins civils suivent une formation pour aider, voire remplacer, les artilleurs. Des mitrailleuses et canons anti-aériens sont aussi montés sur les cargos.
Fin 1940, 3 400 cargos ont été équipés, la totalité en 1943. Les Canadiens arment, pour leur part, 713 cargos.
Les Liberty ships et Victory ships sont conçus, dès l'origine, pour porter des canons.

#### Navires spécialisés

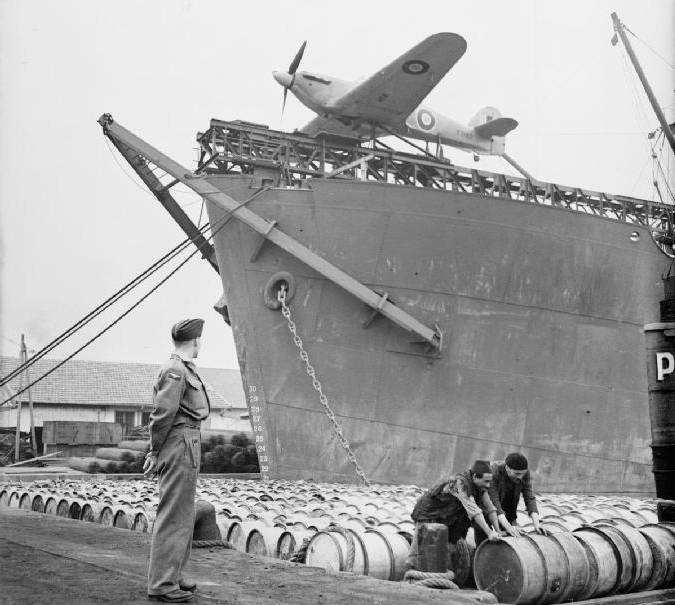
Un Hawker Sea Hurricane sur la catapulte d'un CAM ship.

Pour assurer la défense aérienne des convois, certains cargos seront équipés d'une catapulte pouvant lancer un chasseur de type Hurricane pour attaquer principalement les Fw200 Condor dénommé CAM ship. Il n'est pas prévu de récupérer l'avion ; le pilote saute en parachute et est récupéré par le cargo.
Autres navires spécialisés que l'on va trouver dans les convois : les navires de sauvetage (rescue ships). Au début, il est prévu que le dernier cargo de chaque file joue le rôle de ramasseur de naufragés. L'utilisation de navires dédiés permettait de garder la cohésion du convoi et d'éviter d'immobiliser des navires de l'escorte.
Le navire de sauvetage est placé à l'arrière du convoi et peut transporter 100-200 naufragés, leur offrir gîte et couvert jusqu'à l'arrivée. Ce navire est aussi équipé du Huff-Duff, contribuant ainsi au repérage des assaillants. Plusieurs d'entre eux seront torpillés.

#### Nouveaux types de navires
- Liberty ships.

Sous cette appellation, se trouvent des cargos construits en série pendant le conflit pour compenser les pertes. La construction est modulaire, ce qui fait qu'il n'y a pas un modèle unique. Le modèle de base est un cargo capable de transporter 10 000 tonnes à la vitesse de 10-11 nœuds, avec un équipage de 45 marins.
Le Liberty ship est armé de deux canons et d'une DCA de six pièces de 20 mm. Il embarque trente-six canonniers pour les mettre en œuvre.
2 751 de ces cargos sont construits entre 1941 et 1945, le temps moyen de construction étant d'une quarantaine de jours,.
- Victory ships.

Autre série de cargos construits en série, plus grands et plus rapides que les Liberty Ships. Les premiers sont livrés au début de 1944. Ils ont généralement le mot victory dans leur nom. Les navires construits par les Canadiens et les Britanniques comprenaient les mots Fort ou Park dans leur nom.
De leur côté, les Britanniques construiront les cargos de type « Empire », pour le Ministry of War Transport (MoWT) et qui seront loués à des armateurs privés. Chez les Canadiens, ce seront les séries de cargos de type Park et Fort.

#### Escorteurs

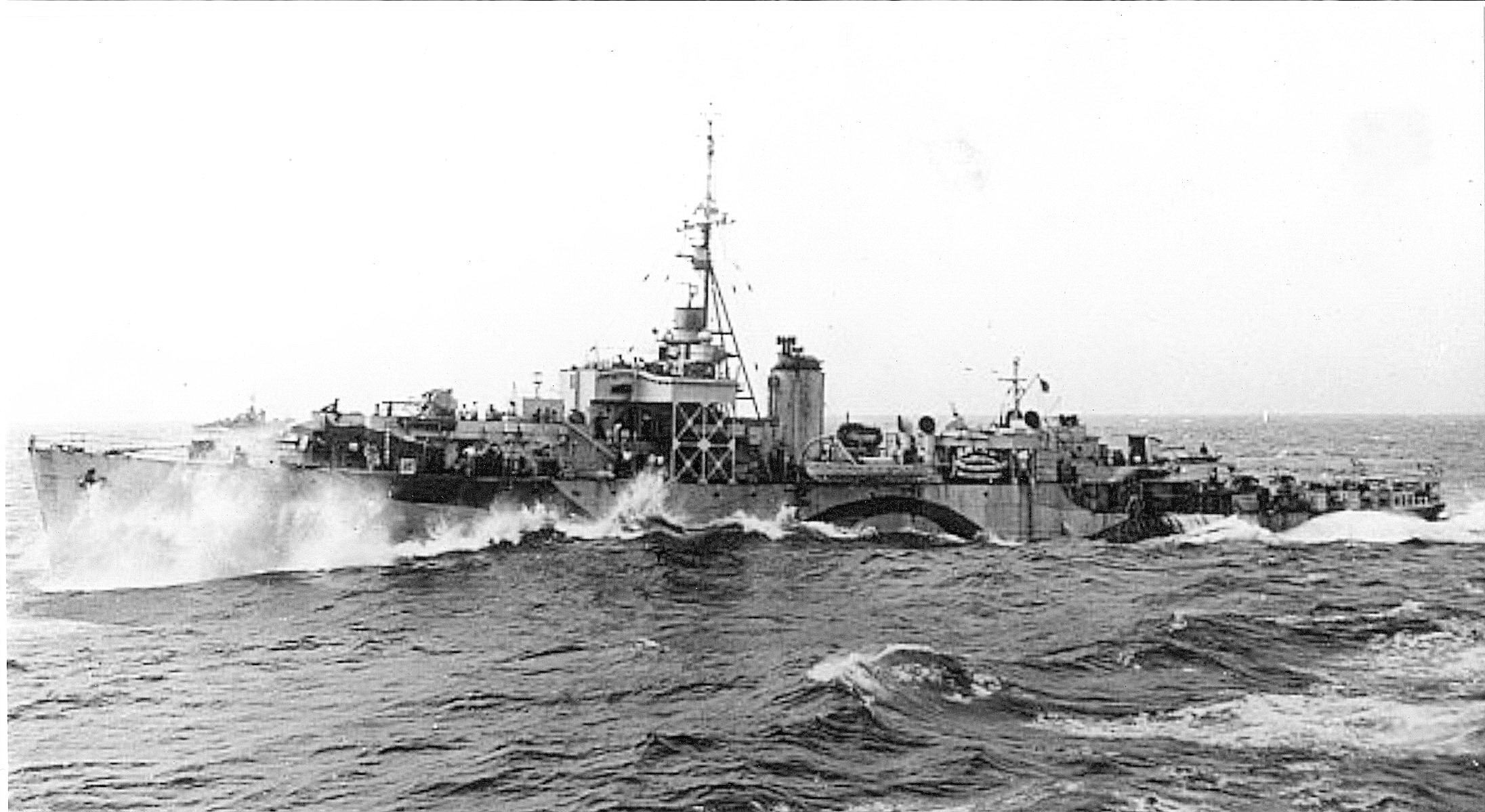
Une frégate classe River, HMS Swale (K217).

DestroyersCe sont les premiers bâtiments disponibles pour assurer les tâches d'escorte ; le rôle pour lequel ils ont été conçus est la protection des grosses unités d'une escadre, cuirassés et porte-avions. Ils se révéleront inadaptés à l'escorte des convois. Avec un armement disproportionné aux besoins, ils sont surtout handicapés par un rayon d'action insuffisant. Cela les empêche de tirer avantage de leur vitesse et les rend tributaires de ravitaillement à la mer, ce que les conditions météorologiques de l'Atlantique nord rendent difficile, sinon impossible. Leur présence impose donc que le convoi dispose d'un ou de plusieurs pétroliers ravitailleurs.

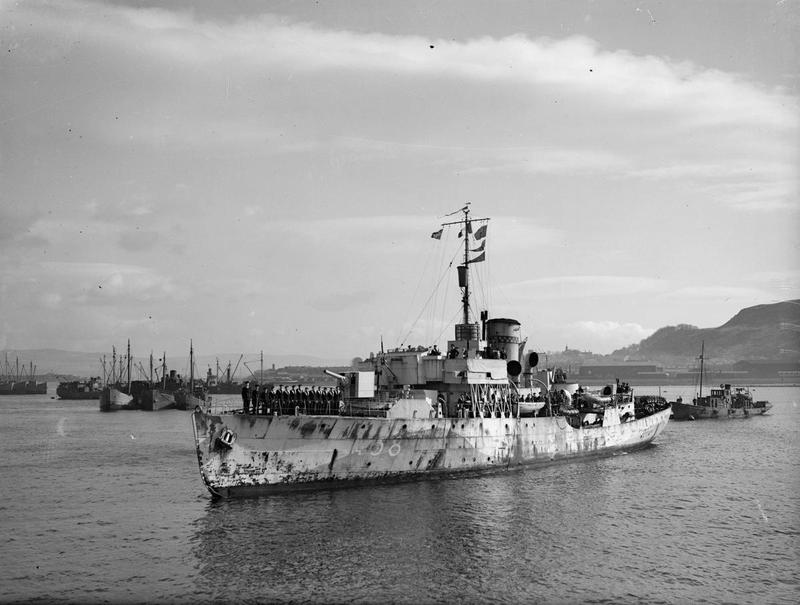
La corvette K58 Aconit, armée par les Forces navales françaises libres de retour au port le 14 mars 1943 après avoir coulé 2 sous-marins le 10 mars.

CorvettesDès l'approche du conflit, le nombre insuffisant d'escorteurs a été mis en évidence par l'Amirauté britannique. En conséquence, la construction de navires dédiés a été décidée. Parmi les modèles existants, le plus proche de celui envisagé est un navire baleinier ; ce qui donne naissance aux corvettes de classe Flower,. D'un déplacement de 940 tonnes, capables d'atteindre seize nœuds et d'un rayon d'action de 3 450 nautiques à douze nœuds, elles embarquent un équipage de 47 hommes (porté ultérieurement à 85). D'une habitabilité rustique, sujette à un roulis important, leur armement se compose d'un canon de 102 mm ainsi que d'un canon de marine de 2 livres QF de calibre 40 mm surnommé « pom-pom » et deux canons de 20 mm anti-aériens. Contre les sous-marins, sont prévus quatre grenadeurs, ultérieurement portés à six, avec quarante charges. Cent vingt et une corvettes de cette classe sont construites au Canada, et cent quarante-cinq en Grande-Bretagne. Huit des corvettes construites au Royaume-Uni sont armées par les FNFL,. Une nouvelle classe de corvettes, la classe Castle (« château ») est ultérieurement réalisée, gommant certains défauts de la classe précédente.
FrégatesComme les corvettes, les frégates sont des nouveaux types de navires spécialement conçus pour ces tâches d'escorte de convoi. L'appellation « frégate » avait disparu avec la marine à voile pour laisser la place à « destroyer ». Elle réapparaît avec ces nouveaux navires à vocation ASM.
En Grande-Bretagne, la classe principale de frégates sera la classe « River » (River Class, 151 exemplaires construits,). De cette classe dérivera celle des Loch (Loch Class, 28 exemplaires construits).
Destroyers d'escorteL'US Navy reste fidèle au destroyer mais avec des unités mieux adaptés à l'escorte des convois. Les destroyers d'escorte (marque de coque : « DE ») sont d'un déplacement plus modeste, moins rapides et moins armés qu'un destroyer (marque de coque : « DD »). En revanche, ils disposent d'un rayon d'action et de moyens de lutte anti-sous marine plus importants.
SloopsDérivés de types de navires polyvalents construits pour le service outre-mer, ils seront adaptés à leur rôle d'escorteurs. Les principales classes seront les Black Swan (13 lancés) et Black Swan modifiés (29 construits entre 1942 et 1945, dont 5 qui ne seront pas achevés). Leurs caractéristiques sont proches de celles des destroyers d'escorte et des frégates.
CuttersAppellation d'un type de navires mis en œuvre par les USCG, les sept cutters de la classe Treasury, sont aussi comparables, en taille et en armement, aux destroyers d'escorte et aux frégates.
Porte-avions d'escorte

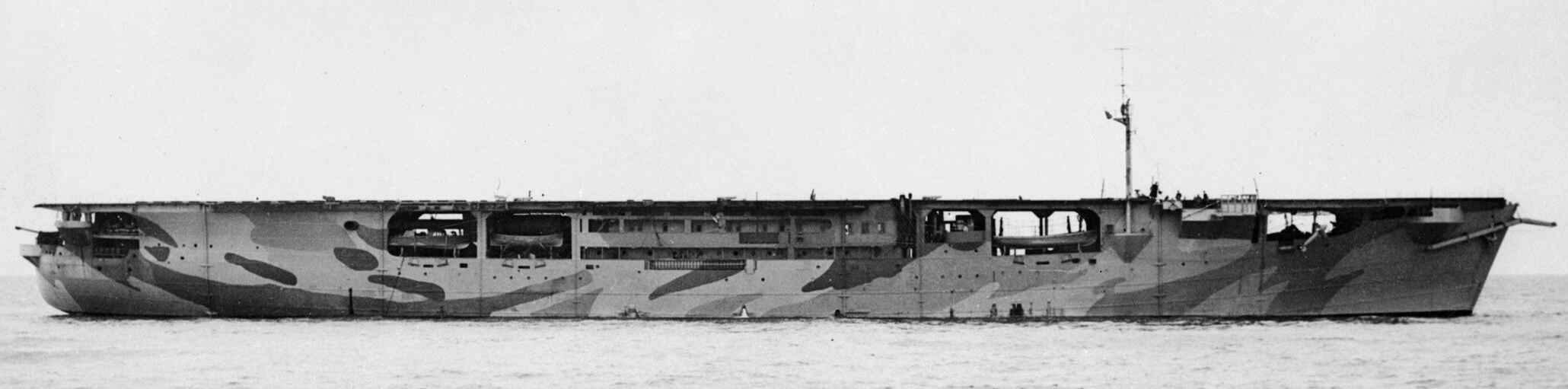
Le fut le 1er véritable porte-avions d'escorte ; il s'agit d'un cargo allemand capturé en février 1940 qui, transformé en juin 1941 pour accueillir six chasseurs, a finalement été torpillé par un U-Boot le 21 décembre 1941.

L'intérêt de procurer à un convoi une couverture aérienne tout au long de son périple a amené la création de porte-avions d'escorte.
Dans un premier temps, il s'agit de MAC ships (pour Merchant Aircraft Carriers ships). Ce sont des cargos, de différents modèles, sur lesquels est installé un pont d'envol. Il emporte un petit nombre d'appareils, typiquement 3-4 biplans-torpilleurs type Swordfish, qui restent continuellement sur le pont, il n'y a pas de hangar. Le cargo reste un cargo et peut continuer à transporter une partie de la cargaison qu'il contenait avant sa transformation. On aura ainsi des pétroliers MAC ships (par exemple, le pétrolier Empire MacCabe qui emporte 4 Swordfishs ; les seuls personnels militaires à bord étant les aviateurs et ceux chargés de la maintenance des appareils) comme des vraquiers MAC ships.
Dans un second temps, de vrais porte-avions légers seront construits à partir de coques de cargos. Contrairement aux MAC ships, ils sont généralement pourvus d'un hangar, d'un ascenseur et d'une catapulte. Ces porte-avions rustiques (dont les surnoms seront Jeep-carriers ou Woolworth's carriers) montreront toute leur utilité quand leur nombre permettra d'en affecter aux groupes de chasseurs de sous-marins (Hunter-Killers), comme celui qui capturera le U-505.
Navires de ligne
Les navires de ligne seront peu présents tout au long de la bataille de l'Atlantique. On ne les verra apparaître que lorsqu'il y aura menace de rencontre de navires de ligne de l'Axe. Essentiellement, ce sera pour les convois vers l'URSS. Ainsi, le convoi HX 106 est escorté par le vieux cuirassé HMS Ramillies dont la présence suffira à éloigner le Scharnhorst et le Gneisenau.

#### Aviation
Pour les Alliés, l'aviation a un triple rôle à jouer. D'abord, lutter contre les U-Boote en participant à la surveillance des convois ; attaquer les U-Boote quittant ou regagnant leurs bases ; enfin, lutter contre l'aviation allemande.
Chacune des missions va faire appel à des avions de nature différente. Du côté britannique, ces missions imposent que le Bomber Command, chargé des bombardements stratégiques sur l'Europe occupée, accepte de ne pas recevoir la totalité de la production d'aéronefs. Les appareils mobilisés dépendent du Coastal Command.

Aviation alliée dans la bataille de l'Atlantique, quelques exemples
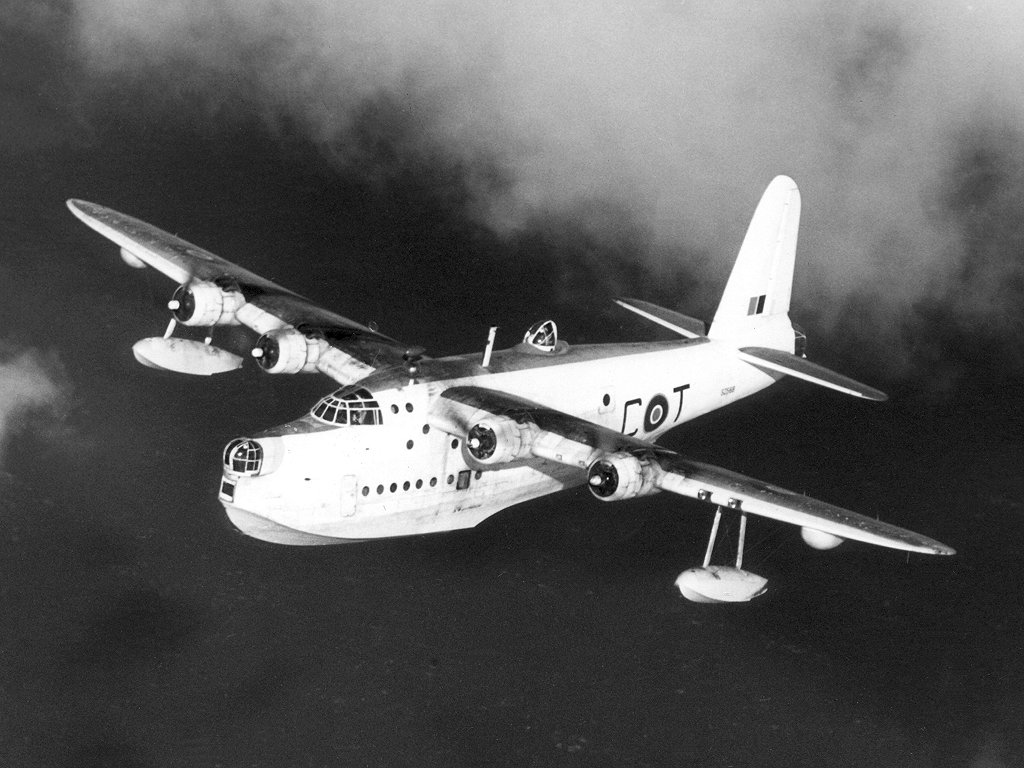
L'hydravion Short Sunderland.
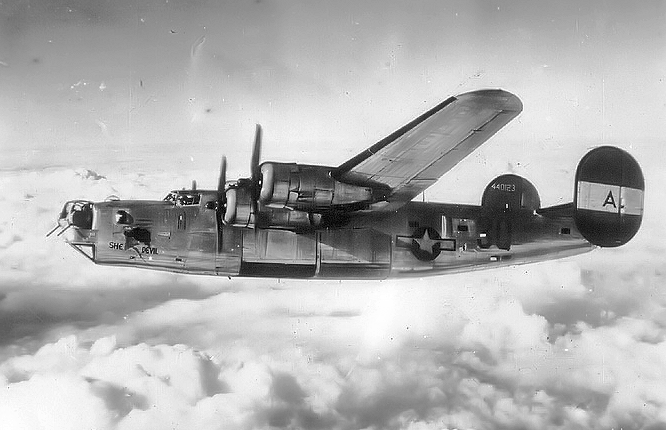
Le bombardier à long rayon d'action B24 Liberator.
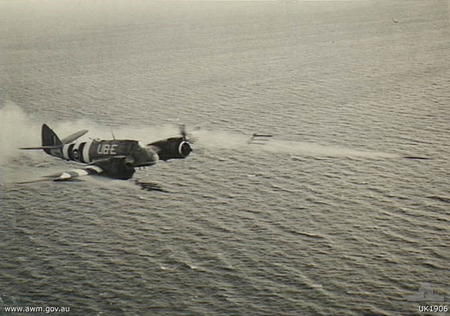
Beaufighter tirant des roquettes.
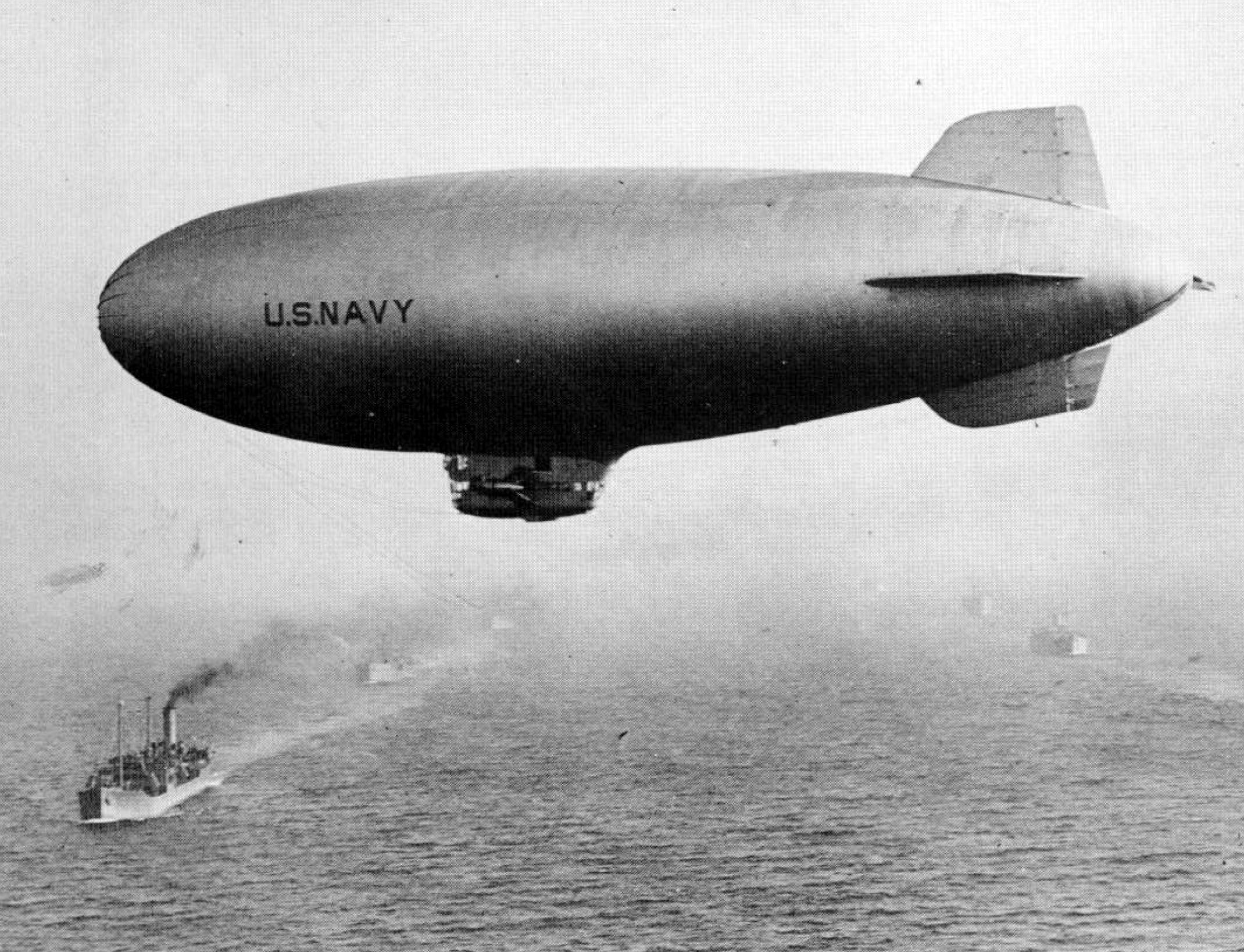
Dirigeable américain (Blimp) chargé de missions ASM.
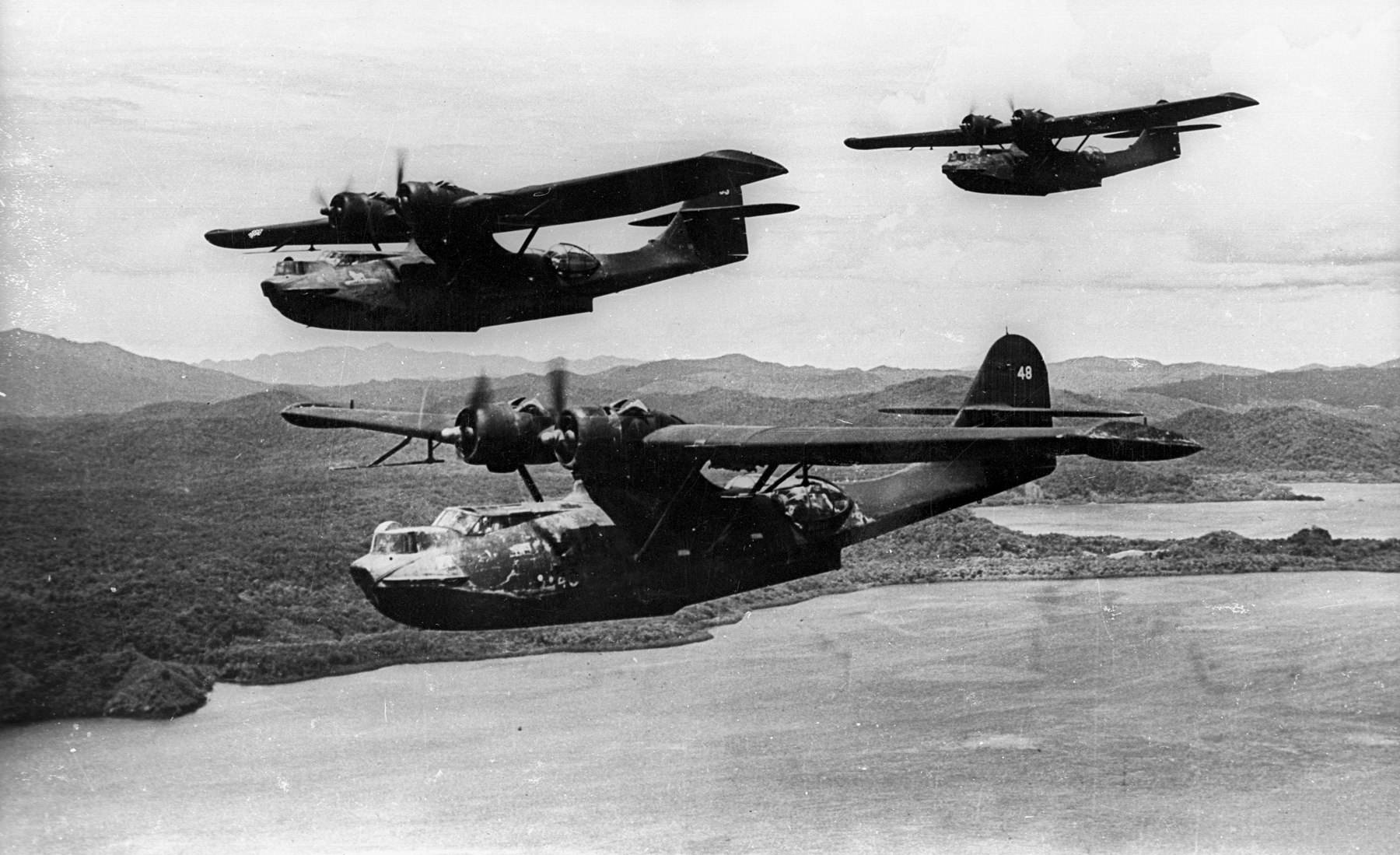
Hydravions PBY Catalinas.

##### Le rôle duCoastal Command
Le Coastal Command, commandement des forces aériennes côtières, est une composante de la Royal Air Force. Il opère à partir de la terre et a pour mission de protéger les atterrages des îles Britanniques.
Au début du conflit, il aligne dix-neuf escadrilles (squadrons) de douze avions, soit 171 avions. Mais les appareils dont il dispose sont de modèles dépassés, en gros ceux dont le Bomber Command estime pouvoir se passer pour les raids sur l'Allemagne, justifiant par là le sobriquet lui étant attribué : Cendrillon ! Il est organisé alors en trois escadres (Groups). De ses escadrilles, une seule est équipée d'appareils relativement modernes. De fabrication américaine, il s'agit du Lockheed Hudson, capable de patrouiller pendant six heures avec une autonomie de 3 476 km. Trois autres squadrons sont équipés d'hydravions civils militarisés, des Short Sunderland capables de patrouiller pendant une douzaine d'heures avec une autonomie de 2 848 km.
Le 15 avril 1941, le Coastal Command passe sous le commandement opérationnel de l'Amirauté. De la sorte, une coopération efficace va s'établir entre le commandement des Atterrages occidentaux et celui des unités aériennes. Cela se traduira, entre autres, par la présence du Coastal Command au WATC à Liverpool, bénéficiant de toutes les informations disponibles pour remplir au mieux sa mission.
La puissance du Coastal Command va grandir tout au long de la guerre. En février 1943, il aligne soixante squadrons, soit 850 avions dont des Very Long Range (VLR) Consolidated B-24 Liberator dotés d'une autonomie de 6 000 km. Ceux-ci et d'autres appareils du Coastal Command sont équipés de radars centimétriques Mark III ASV, des grenades anti-sous-marine les plus récentes, y compris des torpilles à tête chercheuse.

##### Protection aérienne des convois
- Appareils à long rayon d'action.

Ces appareils sont destinés à patrouiller autour des convois. Les premiers disponibles sont les Sunderland, relativement bien armés (d'où leur surnom de « porc-épic volant »); mais les plus efficaces seront les B-24 d'origine américaine. Moyennant le retrait d'une partie du blindage et de l'armement, ils seront en mesure de patrouiller à 2 300 milles de leurs bases, Irlande du Nord, Islande ou Açores. La disponibilité de ces appareils, comme d'autres du même type, sera limitée par les besoins du Bomber Command. Ce n'est qu'en 1943 que leur nombre commencera à être suffisant pour peser dans la bataille.
Le rôle dévolu à ces avions est d'attaquer les U-Boote mais surtout de les repérer et de les contraindre à plonger, ce qui sera facilité quand ils seront équipés de radar.
- Autres appareils.

Les avions utilisés sur les CAM-ships sont généralement des chasseurs Sea Hurricane. Sur les MAC-ships et les porte-avions d'escorte, on trouvera des biplans Swordfish et des chasseurs Martlet. D'autres types d'aéronefs seront aussi utilisés, comme des dirigeables (Blimps) sur les côtes américaines, voire au Maroc après l'opération Torch pour ces derniers.

##### Contrôler le golfe de Gascogne
À partir de 1941, et de la création du Group 19 du Coastal Command, le golfe de Gascogne va devenir le terrain d'une bataille particulière dans la bataille; au point que les auteurs anglo-saxons vont parler de Battle of the Bay.
Il s'agit d'engager au plus tôt les U-Boote en transit dans ces eaux ainsi que de lutter contre les avions allemands qui disputent la suprématie aérienne de cette zone.
- Appareils.

Se retrouvent les mêmes types d'avions que sur le reste du théâtre d'opérations (Wellington et autres bombardiers lourds), aux côtés d'appareils spécialisés (Mosquitos, Beaufighters). Certains présentent des armements inhabituels, tels les canons de 57 mm montés sur des Mosquitos du Sqd 618.
- Organisation de la lutte.

Le 19e groupe du Coastal Command est le principal acteur de cette offensive.
Les patrouilles sont, dans un premier temps, organisées en espérant croiser la trajectoire d'un U-Boot. Dans un second temps, des tactiques, qui rappellent les rudeltaktiks (attaque en groupes, ou en meutes) de Dönitz, sont mises en place.
Des zones sont définies (nommées, par exemple, : Musketeer, Seaslug). Au-dessus de chacune d'elles, des avions patrouillent en même temps afin de la surveiller au mieux. Si un U-Boot est repéré, les autres avions le rejoignent et, sous le nombre, les chances de survie du sous-marin s'amenuisent.

##### Lutter contre la Luftwaffe
Les Alliés luttent contre deux types de menaces aériennes. D'une part, celle représentée par les Fw 200 Condor ; d'autre part, celle des forces survolant le Golfe de Gascogne pour protéger le transit des U-Boote vers ou depuis leurs bases atlantiques.
Cette partie de la bataille de l'Atlantique sera menée par le Groupe 19 du Coastal Command.

#### Renseignement

##### Repérage radiogoniométrique(ou HF/DF)
Les techniques de radiogoniométrie sont utilisées par tous les belligérants, pour détecter et pour situer l'origine des émissions radio-électriques ennemies. Il ne s'agit pas de comprendre les messages envoyés mais de localiser la position géographique de l'émetteur.
Pour les Alliés, les stations sont basées en Grande-Bretagne, ainsi que dans le continent américain, en Islande, au Groenland, dans le continent africain. Tous les relèvements sont centralisés en un point situé en Grande-Bretagne, où les renseignements sont analysés puis retransmis aux combattants. Ainsi, le bulletin journalier de situation des U-Boote reprend toutes les détections effectuées (ce bulletin est connu et décrypté par les Allemands).
Contrairement à ce que pensent les Allemands, les Alliés équipent certains de leurs navires de dispositifs capables de déterminer l'origine des émissions radio détectées. Ainsi, dans un convoi, le relèvement d'une émission radio par deux, au moins, des escorteurs, permet de localiser l'U-Boot à l'attaque et de contre-attaquer. Ce qui est particulièrement efficace quand il s'agit d'un U-Boot ayant pris en filature un convoi pour rallier à lui d'autres sous-marins, selon la tactique de groupe (ou : de meute). Obligé de plonger, il ne peut plus assurer son rôle d'information, ce qui offre au convoi l'option du changement de route pour échapper à la meute qui s'agrège.
En pratique, détecter un bref message codé dont les premières lettres en morse sont B-bar B-bar permet, sans même comprendre le contenu du message, de savoir que l'U-Boot signale la position du convoi et que c'est son premier message d'alerte (les suivants seront plus longs, car la procédure prévue demande qu'il rajoute des renseignements comme le nombre de cargos, la taille de l'escorte, etc.).

##### Ultra
La dénomination « Ultra » désigne le système de décryptage britannique des transmissions chiffrées allemandes. Ce système et ses succès sont eux-mêmes secrets, car il ne fallait pas que leurs ennemis soupçonnent la puissance de décodage dont disposaient les Britanniques, puis les Américains avec lesquels ils coopèrent. Les Soviétiques, en revanche, ne sont pas mis dans la confidence, même si certains renseignements leur sont communiqués soit officiellement soit par leurs espions). De grandes précautions sont prises afin qu'Ultra n'apparaisse pas comme source des renseignements. Ce système restera secret après la guerre et ne sera révélé qu'en 1974, quand le colonel F. W. Winterbotham publie son ouvrage The Ultra Secret.
Un centre de décryptage est créé à Bletchley Park en Angleterre, alimenté par toutes les interceptions du service « Y », pour « lire » les chiffres allemands. En particulier, par l'exploitation d'une machine électro-mécanique surnommée la « bombe », et, vers la fin de la guerre, grâce au tout premier ordinateur, Colossus. Un autre centre sera mis en œuvre aux États-Unis et un autre au Canada, dans lesquels fonctionnent d'autres « bombes » toujours plus rapides et plus nombreuses : à la fin de la guerre des centaines de « bombes » sont utilisées. Ces différents centres travaillent de concert et obtiennent, en général, d'assez bons résultats. Tous ses centres sont isolés et les employés dument chapitrés sur la nécessité de ne jamais parler de leur travail (Loose lips sink ships).

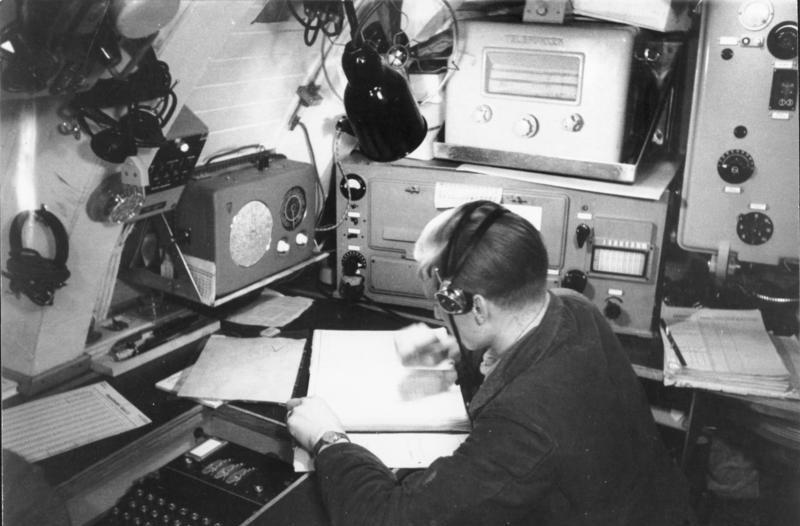
Dans un U-Boot, le U-124, machine à coder « Enigma » (visible en bas, à gauche de l'opérateur-radio).

Les codes allemands sont divers, ils utilisent souvent (mais pas toujours) les machines à chiffrer Enigma, elles-mêmes de plus en plus perfectionnées. Par un travail mathématique, ainsi que par des captures de matériel et des interrogatoires de prisonniers, les Alliés arrivent, par intermittence, à lire certains réseaux. D'autres résistent à leurs efforts.
Des techniques indirectes sont utilisées, comme le « jardinage » (gardening) ; il s'agit de faire produire par les Allemands des messages cryptés dont la teneur est connue, ce qui révèle leur code, et révèle de la sorte d'autres messages auparavant illisibles. Par exemple, en envoyant des avions mouiller des mines devant un secteur donné des côtes occupées, des messages allemands d'alerte, d'ordre d'actions aux dragueurs de mines, puis de fin de leurs opérations, sont obtenus. Ces messages sont identiques, mais chiffrés par différents chiffres et codes (tous les services de la Kriegsmarine n'étaient pas équipés de machines Enigma, et même dans ce cas pouvaient utiliser des clés différentes). La structure des messages déchiffrés (dans cet exemple, un code manuel destiné aux navires de service des zones portuaires, le Werftschlüssel, que les Britanniques déchiffrent depuis mars 1941) permet de lire certains messages Enigma,,.
Les renseignements déchiffrés sont transmis à des unités d'analyse, comme l'OIC du Cdr Winn, qui agrègent les données éparses recueillies (rapports de la Résistance française, repérages du service « Y », rapports de l'attaché naval japonais à Berlin dont les Américains ont cassé le code, rapports des escorteurs et des avions de patrouille, messages déchiffrés du BdU, de la Luftwaffe, etc.) et les fournissent aux structures de commandement, en premier lieu le WACC et son équivalent américain, OP-20-GI-2.
Au moyen de ces données, les centres de commandement peuvent conduire la bataille. Par exemple, le 21 mai 1943, le WACC comprend que le convoi HX-239 va croiser la meute Mösel dont Ultra a révélé l'existence ainsi que la position. Il envoie au convoi deux ordres successifs de changement de cap et renforce l'escorte du 4e EG, avec quatre destroyers et le porte-avions d'escorte Archer. Le 5 juin, d'autres déchiffrements montrent que les Allemands ont réagi à ces ordres. L'OIC comprend que l'adversaire lit ses codes. Entre-temps, le convoi est arrivé intact, le 28 mai, à Liverpool.

#### Travail de l'Amirauté

##### La direction de la bataille

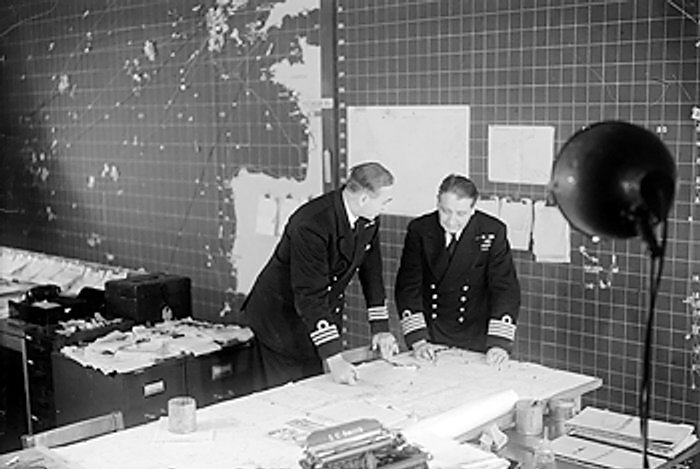
La salle des opérations du WACC, à Liverpool. La carte placée au mur donne une idée de la hauteur de plafond de cette salle.

Au début du conflit, les opérations sont dirigées depuis le quartier général des Atterrages occidentaux (Western Approaches), à Plymouth. Rapidement, la tâche de gérer les opérations dans l'Atlantique vont amener la création d'un second commandement des Atterrages occidentaux, à Liverpool. Ce quartier général, Western Approaches Command Center (WACC), bénéficie des informations de l'OIC (Operational Intelligence Center), c'est-à-dire du centre qui centralise et analyse toutes les informations utiles à la Royal Navy. Son cœur est la Salle des Opérations où, sur une immense carte de l'Atlantique nord sur laquelle chaque convoi, chaque groupe d'escorte, avion, U-Boot est représenté par un marqueur dont des équipes de Wrens mettent continuellement à jour la position.
L'Amirauté britannique dispose du Naval Intelligence Division (NID), c'est-à-dire son « 2e Bureau », pour prendre l'analogie avec la structure similaire de l'Armée française. Au sein du NID, l'OIC, dont l'un des composants est la Submarine Tracking Room, c'est-à-dire la Salle de recherche des sous-marins ; elle centralise toutes les informations disponibles sur les U-Boote et leurs déploiements. Ces informations sont d'origine multiple et sont analysées ici pour en déduire des renseignements utilisables et des synthèses qui sont transmis aux différents centres de commandement. Ceux-ci les intègrent dans le processus d'élaboration des ordres, envoyés aux navires.
L'efficacité du WACC sera augmentée par la présence sur place du commandement du Groupe no 15 du Coastal Command ce qui permet une meilleure coordination des actions aériennes avec les actions navales.
Des structures similaires seront créées de l'autre côté de l'Atlantique, tant au Canada qu'aux États-Unis.

##### Accroître l'efficacité des escortes
La formation des marins engagés pour la durée des hostilités fut rapidement considérée comme importante par l'Amirauté britannique. Au début de 1940, un centre de formation destiné aux escorteurs, commun aux marines française et britannique, devait voir le jour à Lorient. L'effondrement français interdit de le mettre en place.
Dès juillet 1940, une base, HMS Western Isles, est créée à Tobermory, sur l'île de Mull. Sous la férule du commodore Gilbert Stephenson, connu sous le sobriquet de « la Terreur de Tobermory », les nouveaux escorteurs et leurs équipages suivent une formation intensive qui servira de modèle à de nombreuses formations d'après-guerre.
Ce centre offrait des formations de base ou de remise à niveau pour tous les équipages affectés aux escortes de convois. Il permettait aussi aux groupes d'escorte d'affermir leur cohésion pour être plus efficaces.
Les formations de base étaient, généralement, de deux ou trois semaines, selon le type de navire et les équipements à mettre en œuvre ; une vingtaine de navires étant présents en même temps. L'idée de base était d'axer la formation sur l'urgence et l'inattendu,. Chaque équipement faisait l'objet d'exercices, la base disposant même d'un sous-marin, ancien, mais actif, pour servir de plastron. En octobre 1944, plus d'un millier de navires étaient passés par Tobermory.
À l'issue de la formation, l'escorteur et son équipage étaient déclarés aptes, ou, plus rarement, appelés à redoubler ; les officiers jugés insuffisants perdaient leurs postes. Les navires jugés aptes recevaient une affectation dans un groupe d'escorte.
Une école similaire sera créée fin 1942 à Londonderry. Pour répondre aux besoins, une autre école est ouverte à Stornoway en décembre 1943 et une autre aux Bermudes pour les frégates construites outre-Atlantique.
Les formations de perfectionnement existaient. Par exemple, la base de Londonderry, offrait des moyens, dont la réplique de l'intérieur d'un U-Boot pour que les équipes d'abordage et de prise puissent rapidement trouver les équipements cherchés, tels les codes ou les machines Enigma. S'y trouvait aussi le centre de formation pour entraîner aux combats de nuit, NEAT (Night Escort Attack Teacher), les opérateurs radar ou les opérateurs HF/DF, pour perfectionner les opérateurs ASDIC ou les équipes des grenadeurs.
D'autres centres sont créés, comme le WATU (Western Approaches Training Unit) à Liverpool, s'adressant plutôt aux commandants d'escorteurs et de groupes d'escorte pour les entraîner à réagir aux situations tactiques qu'ils sont susceptibles de rencontrer,. Isolés dans de petites loges, face à des maquettes de navires disposées sur le sol carroyé d'une grande pièce, représentant un convoi et ses escorteurs, ils devaient remplir des formulaires de messages pour transcrire les ordres qu'ils voulaient donner en réponse à la situation devant laquelle ils étaient mis. Des équipes de Wrens se chargeant de déplacer les maquettes selon l'évolution du combat. Le WATU imagine aussi et enseigne des tactiques pour les groupes d'escorte, connues sous des mots codes comme « framboise » ou « artichaut » (certaines d'entre elles sont détaillées plus bas dans l'article). Ces tactiques sont élaborées après analyse des rapports écrits par les capitaines des convois afin de mettre en évidence les méthodes privilégiées par les U-Boote. Par exemple, la tactique « Recherche Beta » est imaginée pour attaquer un U-Boot qui a pris un convoi en filature et qui, réglementairement, envoie toutes les heures, un message commençant par le code morse « B-bar ». Tactique qui se révèle vite fructueuse parce que rien n'indique au sous-marin qu'il a été repéré et l'attaque le prend par surprise. La première mise en pratique de cette tactique coule l'U-Boot avec le premier chapelet de grenades.
Dans le même esprit, après l'arrivée de chaque convoi, l'escorte fait l'objet d'un soigneux debriefing, afin de déterminer les différents épisodes du voyage. Cela permet de mettre en évidence les tactiques utilisées par les U-Boote, de faire évoluer les tactiques de défense et d'alimenter les centres de formation en cas pratiques.

##### Améliorer les techniques et les procédures
Au début du conflit, un certain nombre de savants britanniques émettent l'hypothèse que l'application des méthodes scientifiques pourrait avoir un intérêt dans l'analyse des situations militaires. Au début de 1940, le Costal Command s'attache les services d'un conseiller scientifique, chargé d'évaluer l'action du radar. Au début de 1941, c'est au tour de l'Armée de l'air de faire de même, suivie par l'Amirauté à l'été de la même année.
Installées au plus haut niveau de la hiérarchie militaire, les sections de recherche opérationnelle (ORS) sont à même de disposer de renseignements importants, autant en qualité qu'en quantité. Ce qu'on attend d'elles est d'analyser le rendement des armes ; par exemple de dire si l'arme A étant attendue d'être deux fois plus efficace que l'arme B, et que les rapports donnent deux succès pour A contre quatre pour B, peut-on en déduire qu'A ne donne pas les résultats attendus ? Une étude scientifique utilisant, par exemple la loi de Poisson, peut apporter les informations dont a besoin l'autorité militaire.
Voici deux exemples de l'action des sections ORS en regard du cours de la bataille de l'Atlantique, renvoyant le lecteur aux ouvrages donnés en bibliographie pour plus de détails. En premier lieu, la profondeur à laquelle devaient éclater les grenades anti-sous-marines; en second lieu, la taille des convois.
En 1941, l'efficacité des attaques aériennes contre les U-Boote était de 2-3 %. En 1944, elle était passée à 40 %, pour atteindre 60 % dans les derniers mois de la guerre. L'arme principale des avions engagés dans la lutte anti-sous-marine était la grenade (depth charge). Elles étaient larguées en chapelet sur l'emplacement supposé du sous-marin, coulaient jusqu'à la profondeur choisie avant d'exploser. Elles étaient dangereuses dans un rayon de quelques mètres. Le résultat des études ORS donne lieu au rapport 142 qui montre que les grenades détonnent beaucoup trop profondément pour être efficaces. Les réglages ultérieurs commandent leur déclenchement à la moitié, voire au tiers, de la profondeur antérieure ; le nombre de U-Boote coulés augmente rapidement.
De la même manière, les études ORS montrent qu'augmenter la taille des convois n'impose pas d'augmenter dans les mêmes proportions la taille de l'escorte, contredisant l'opinion de l'Amirauté. Cela conduit à la formation de convois de plus de cent cinquante cargos au lieu de la trentaine jugée auparavant raisonnable,.

#### Points d'appui

##### Royaume-Uni et Irlande du Nord
Les principales bases pour les convois et escorteurs en Grande-Bretagne se situent dans l'estuaire de la Clyde, à Greenock et à Liverpool. Une autre grande base est en Irlande du Nord, à Londonderry.
La majeure partie des groupes d'escorte britanniques sont rattachés à l'une ou l'autre de ces bases. Les convois partent ou arrivent de ces deux points. Ils peuvent aussi partir de plusieurs ports différents et s'assembler au nord de l'Irlande avant de commencer leur traversée.

##### Islande
Sous la souveraineté du Danemark, l'île est envahie par les Britanniques le 10 mai 1940 après la chute de l'État danois. Ils installent une base aérienne à Keflavík et une base navale servant, entre autres, de point de départ pour les convois vers Mourmansk, à Hvalfjörður. Les Américains s'installent sur l'île dès le mois d'août 1941.
L'Islande est la base des avions à très long rayon d'action (B-24 essentiellement) qui offrent une couverture aux convois au milieu de l'Atlantique.

##### Açores
Ces îles sont sous la souveraineté du Portugal, lequel est officiellement neutre durant le conflit. Elles intéressent les Alliés car leur position permettrait de couvrir une partie du « trou noir » dans lequel les convois ne peuvent compter sur aucune aide aérienne. Les négociations durent de mai 1941 à octobre 1943, date à laquelle le Portugal accepte qu'un terrain d'aviation soit utilisé mais par les seuls Britanniques. En juillet 1944, le Portugal lève ses réserves.

##### Amériques
Il y a d'abord les bases canadiennes, puis les bases américaines ainsi que les bases des Caraïbes.
Du côté canadien, on trouve des bases à Terre-Neuve et à Halifax.
Du côté américain, les bases servant d'appui aux escorteurs et à leurs convois, se trouvent principalement de New York à Galveston. Les cargos y sont rassemblés avant de se lancer dans la traversée de l'Atlantique, vers Trinidad, Freetown ou Liverpool. Ils utilisent aussi la base d'Argentia, à Terre-Neuve, qui fait partie de celles louées par la Grande-Bretagne en échange de 50 destroyers anciens.
Dans les Caraïbes, ils peuvent aussi utiliser des bases britanniques, louées pour 99 ans, comme aux Bermudes, la Jamaïque ou la Guyane britannique.

##### Gibraltar
Gibraltar est le lieu de rassemblement des cargos venant des côtes africaines et de Méditerranée. Plus au sud, Freetown est une autre zone de rassemblement des cargos qui vont faire route vers les îles britanniques. Les convois de Gibraltar sont les convois nommés « HG » ou « XK »; ceux de Freetown sont codés « SL ».

### Contraintes de la marine canadienne
Un poids important a pesé sur la jeune marine canadienne. Les Britanniques n'ont souvent pas été tendres avec elle (« les corvettes canadiennes ne sont bonnes qu'à ramasser les naufragés... » affirmait un officier britannique), en particulier dans leurs rapports d'opérations où ils soulignaient la faible compétence des équipages canadiens,.
Des marines alliées, la canadienne est celle qui s'est le plus développée, tant en effectifs qu'en nombre de bâtiments. À l'ouverture du conflit, elle se compose en tout et pour tout de 8 destroyers et de 7 000 hommes. Il lui faut donc partir de rien et cela se ressentira sur la compétence de ses marins comme de certains choix peu avisés concernant les navires construits.
Il n'existe pas de centre de formation et il faudra attendre 1943 pour que les Canadiens puissent bénéficier des centres de formation britanniques.
Le besoin de trouver des marins pour armer le flot de nouveaux navires canadiens a conduit à des situations curieuses. Un navire expérimenté qui doit subir des réparations risque de reprendre la mer avec un équipage composé en majorité de novices, les anciens ayant entre-temps été affectés sur les bâtiments nouvellement commissionnés.

## Armes

### Côté allemand

#### Torpilles
Au début du conflit, les Allemands disposent de deux types de torpilles, la G7a et la G7e : la première fonctionnant à l'air comprimé et pouvant porter, à une vitesse maximum de 44 nœuds, 300 kg d'explosifs à 6 km ; la seconde dispose d'une propulsion électrique et peut porter, à trente nœuds, sa charge d'explosifs à 5 km. L'avantage de la seconde est qu'elle ne signe pas sa trajectoire d'un sillage de bulles. Un second avantage est qu'elle est plus facile à produire : 1 255 heures de travail, contre 1 707 heures.
En 1939, l'Allemagne produit 70 torpilles par mois, 1 000 par mois dès 1941, 1 700 en 1943 pour retomber à 1 400 en 1944.
Ces torpilles sont médiocres. Le détonateur magnétique, par exemple, a tendance à se déclencher trop tôt, leurré par des anomalies magnétiques ou des mouvements brusques de la torpille.
En 1943, après avoir constaté que, pour les six premiers mois de l'année précédente, il a fallu 806 torpilles au but pour couler 404 cargos, une nouvelle torpille électrique, « T3 », entre en service. En septembre 1943, c'est le tour de la torpille « T5 ». Cette dernière est une torpille à tête chercheuse. Elle se sert du bruit fait par les hélices d'un navire pour atteindre sa cible. Elle est connue sous le nom de Zaunköning (« Roitelet ») ou, pour les Alliés, de GNAT (German Naval Acoustic Torpedo). Sa vitesse est de 25 nœuds et son rayon d'action de 5,7 km : 640 d'entre elles seront tirées, pour 58 coups au but. Son efficacité était indéniable : le navire torpillé, s'il ne coulait pas, était, généralement, irréparable.

#### Leurres
Les Allemands développeront plusieurs types de leurres pour esquiver les attaques ou éviter la détection.
Le Bold, ou SBT (Submarine Bubble Target) pour les Alliés, est une capsule contenant un produit chimique, éjectée par l'U-Boot. Elle dégage des bulles d'hydrogène, créant ainsi un écho sonar sur lequel se focalise l'attaque pendant que le sous-marin, à l'écho sonar plus faible, s'échappe. La capsule est conçue pour se stabiliser à une profondeur de trente mètres environ et le faux écho créé peut rester actif une demi-heure environ. L'un des inconvénients du Bold est que le faux écho créé est statique, alors que l'écho du sous-marin se déplace. Pour ces raisons, les Allemands développeront Sieglinde, variante du précédent, capable de produire un nuage de bulles par une capsule se déplaçant à une vitesse d'environ 6 nœuds. Un autre leurre, Sigmund, à vocation plus offensive, est capable de produire une série de fortes explosions afin d'assourdir les opérateurs ASDIC,.
Pour créer de faux échos radars, en surface, les U-Boote utilisent les dispositifs Aphrodite (ballons) ou Thetis (flottants). Ils présentent une bonne efficacité avant que les Alliés ne découvrent leur existence.
Dans le but de réduire l'efficacité de l'ASDIC, les Allemands essaieront aussi des revêtements à base de caoutchouc sur la coque des U-Boote pour atténuer la réverbération des ondes sonores. Sans grand succès, car ce revêtement trop fragile avait tendance à « peler », ce qui augmentait alors la signature sonore du submersible,,.

#### Mines
Les mines utilisées sont de différents types.
Il y a d'abord les mines apportées par des U-Boote spécialisés. (Schaftminen ou SM). Conservées dans des puits verticaux, elles sont mouillées par des fonds de 250 m au maximum. Elles portent 350 kg d'explosif.
Il existe également les mines portées par des sous-marins classiques. La mine TM (Torpedominen) est lancée par un tube lance-torpilles. Trois modèles existent. Portant de 215 kg à une tonne d'explosif, elles tombent sur le fond et sont déclenchées par un détonateur magnétique ou acoustique. La mine MT est, pour sa part, propulsée comme une torpille ; en fin de course, elle coule et se comporte comme une mine classique. Enfin, la mine EMS (Einheitsmine Sehrohr Triebmine) est une mine dérivante portant 14 kg d'explosif et munie d'un dispositif la faisant couler si elle n'a rencontré aucune cible après 72 heures.

#### Détecteurs
- Hydrophones.

C'est le principal appareil de détection d'un sous-marin en plongée. Les hydrophones allemands sont particulièrement performants et permettent de détecter les bruits d'hélices du convoi ou des escorteurs à de grandes distances, supérieures à la distance efficace de l'ASDIC. Ils permettent aussi d'entendre le lancement des grenades sous-marines et donc d'effectuer les manœuvres de dérobement.
- Détecteurs de radars.

Depuis 1941, les Allemands sont en possession d'un radar trouvé sur un bombardier abattu. Ils apprennent la méthode de détection utilisée par leurs adversaires et imaginent une contre-mesure. Elle se présente sous la forme d'un détecteur qui peut être monté sur le kiosque dès que l'U-Boot fait surface (le Métox). Placé sur une structure en bois, en forme de X, il détecte des émissions radars à une distance double de celle permettant à l'avion d'obtenir un écho du submersible. La détection se traduit par un son transmis à  l'opérateur radio par ses écouteurs. L'appareil doit être démonté avant que le sous-marin ne plonge. Il est efficace, bien que ne couvrant qu'une partie des fréquences de radar.

#### Schnorkel

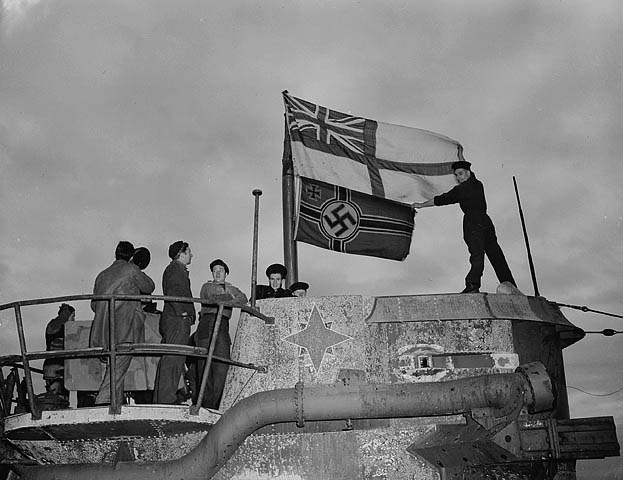
Cette photo du kiosque du U-190, prise en 1945, montre le schnorkel en position repliée.

Le schnorkel est un dispositif qui permet à un U-Boot en plongée d'utiliser ses moteurs diesels, en assurant l'entrée d'air et la sortie des gaz d'échappements. Ce dispositif évite de naviguer en surface pour recharger les batteries : le sous-marin le fait en immersion.
Avec l'augmentation de la menace aérienne alliée, le schnorkel accroît la sécurité des bâtiments allemands, en particulier pendant leur transit entre les bases et les positions assignées pour repérer des convois. Bien qu'il ait été inventé par les Néerlandais dès 1936 et connu des Allemands en 1940, les U-Boote en seront tardivement équipés, fin 1943. Les premiers dispositifs sont primitifs. Leur capacité d'aspiration est insuffisante ; l'intérieur du sous-marin est pollué par les gaz refoulés par les diesels. Les Alliés mettent en œuvre des radars millimétriques capables de détecter le sillage des périscopes et des schnorkels.

### Côté alliés

#### Détection

##### Radars
Si, au début du conflit, les radars sont assez frustes, ils vont connaître un développement considérable. La principale évolution consiste à passer de radars à longueurs d'onde métriques à des ondes centimétriques. Ils sont installés à 
bord de quelques navires de grosse taille et ne sont pas présents sur les avions.
Dans le premier cas, le navire porteur est incapable de détecter un U-Boot en surface ; dans le second cas, le navire est capable de détecter le sous-marin, voire le sillage du périscope.

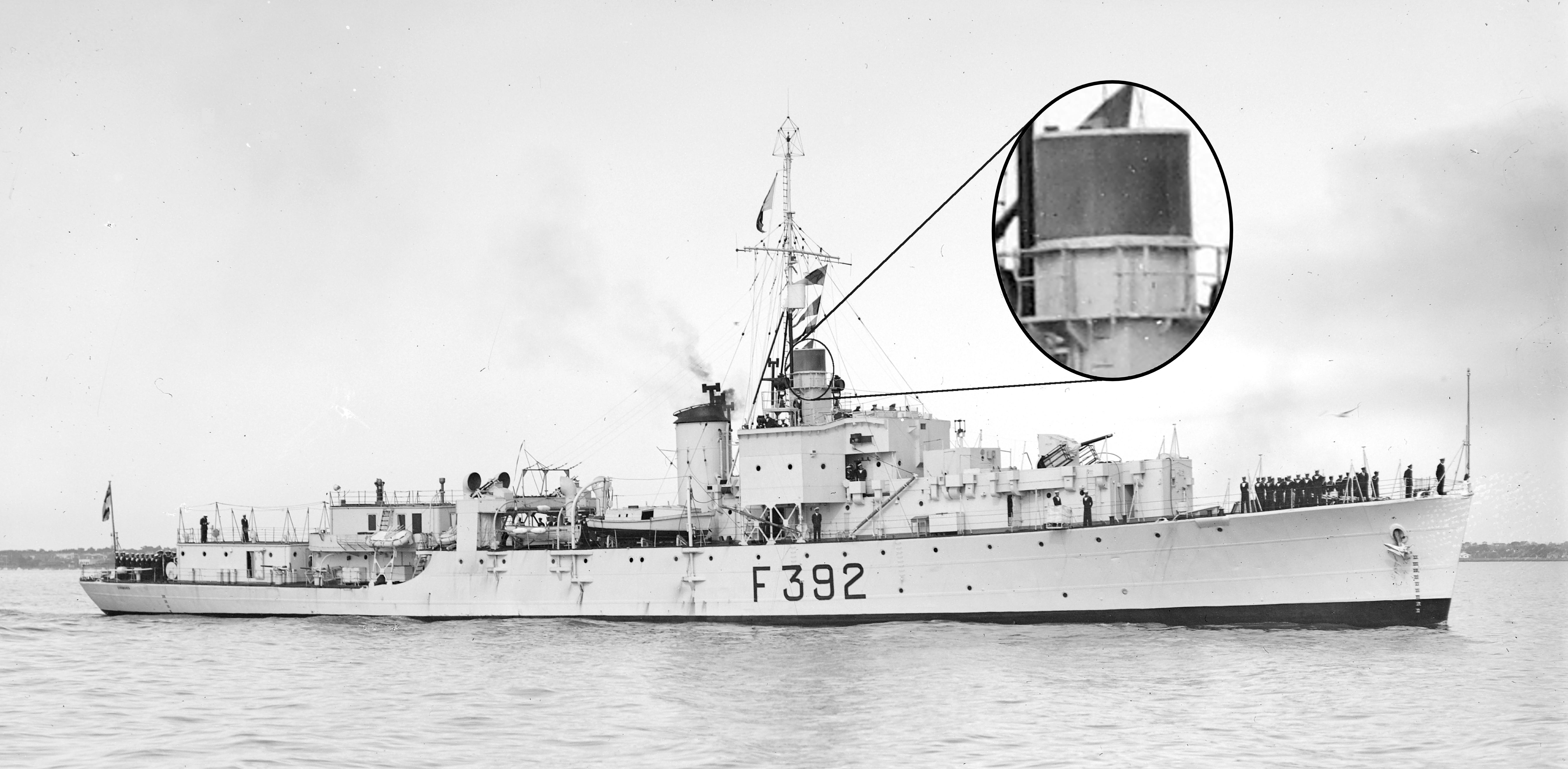
Radar centimétrique, type 271, encore visible sur une frégate type River pakistanaise, en 1951.

- Radars pour escorteurs

Les premiers radars installés, au début du conflit, utilisent des ondes métriques. Ils peuvent détecter de grosses cibles mais pas les petites. C'est avec ce type de radar que le croiseur HMS Sheffield détecte le Bismarck ; il est hors de sa capacité de détecter le kiosque d'un sous-marin.
L'avancée principale est la mise en service de radars centimétriques, comme le Type 271 britannique. Ceux-ci détectent, à une distance se comptant en milliers de mètres, des cibles aussi petites qu'un canot de sauvetage ou le kiosque d'un U-Boot. Les premiers essais datent de 1941, leur généralisation se fait à compter de 1943.
- Radars pour avions

Le même type de radars centimétriques équipent les avions de surveillance. Ils détectent les U-Boote, en particulier de nuit ou par temps de brouillard. Même si, à courte portée, l'écho se perd dans les retours produits par la mer, ils permettent des attaques très précises.

##### ASDIC
Inventé par le Français Paul Langevin, l'ASDIC est un dispositif qui envoie une onde sonore à très haute fréquence dans une direction donnée. Si cette onde sonore rencontre une cible, elle est réfléchie et le navire émetteur reçoit le son en retour qui est traduit en une fréquence audible pour l'oreille humaine. L'opérateur peut en déduire la distance et la position de l'objet repéré.
Les premiers ASDIC, comme le modèle 144, déployé en 1941, donnent la distance de la cible, sans sa profondeur. Les modèles suivants, comme le 147, déployés à partir de 1943, procurent ces paramètres. De sorte que le lanceur Squid ("Calmar") règle automatiquement la profondeur d'explosion des charges, en fonction des données transmises par l'ASDIC.
À bord des escorteurs, l'ASDIC est placé dans un dôme, sous le navire. Il est rétractable si le navire doit prendre une vitesse supérieure à vingt nœuds. L'ASDIC devient inutilisable si le navire avance à une vitesse supérieure à quinze nœuds.
Le signal est reporté dans un poste situé à proximité de la passerelle, où des opérateurs mènent des veilles de quatre heures. Si un U-Boot est reconnu, les informations sont passées pour mener l'attaque. Sur la passerelle des frégates de classe « River », un officier est spécialement chargé de cette tâche, l'ASCO (Anti-Submarine Control Officer). Il est fréquent que le son de l'ASDIC soit retransmis par les haut-parleurs de l'escorteur, sur la passerelle, permettant aux officiers de quart d'apprécier la situation.
La recherche s'effectue par bonds de 5°, effectués manuellement dans les premières versions, puis automatiquement. Quand un écho est repéré, la dimension de la cible et son déplacement sont déterminés par des échos successifs, obtenus en faisant varier manuellement l'angle. Cette recherche est ensuite automatisée.
L'ASDIC présente le principal défaut d'un secteur étroit de recherche ; et la cible sort du cône fixe de recherche lorsque l'escorteur l'approche à moins de trois cents mètres.
L'escorteur ne peut plus alors que se fonder sur la dernière position connue de la cible. C'est-à-dire qu'il lui faut pour arriver sur la position visée un temps durant lequel un U-Boot avisé peut se déplacer d'une centaine de mètres, échappant ainsi à la zone létale de six mètres des grenades sous-marines lancées.
En août 1943, la Royal Navy dispose de 2 690 navires équipés d'ASDIC. Environ 70 escorteurs sont équipés à partir de mai 1943 du mortier anti-sous-marin Squid (calmar), qui offre la particularité d'être télécommandé directement depuis la passerelle en fonction des données du poste ASDIC qui y sont répercutées,.

##### Repérage radiogoniométrique (Huff-Duff)

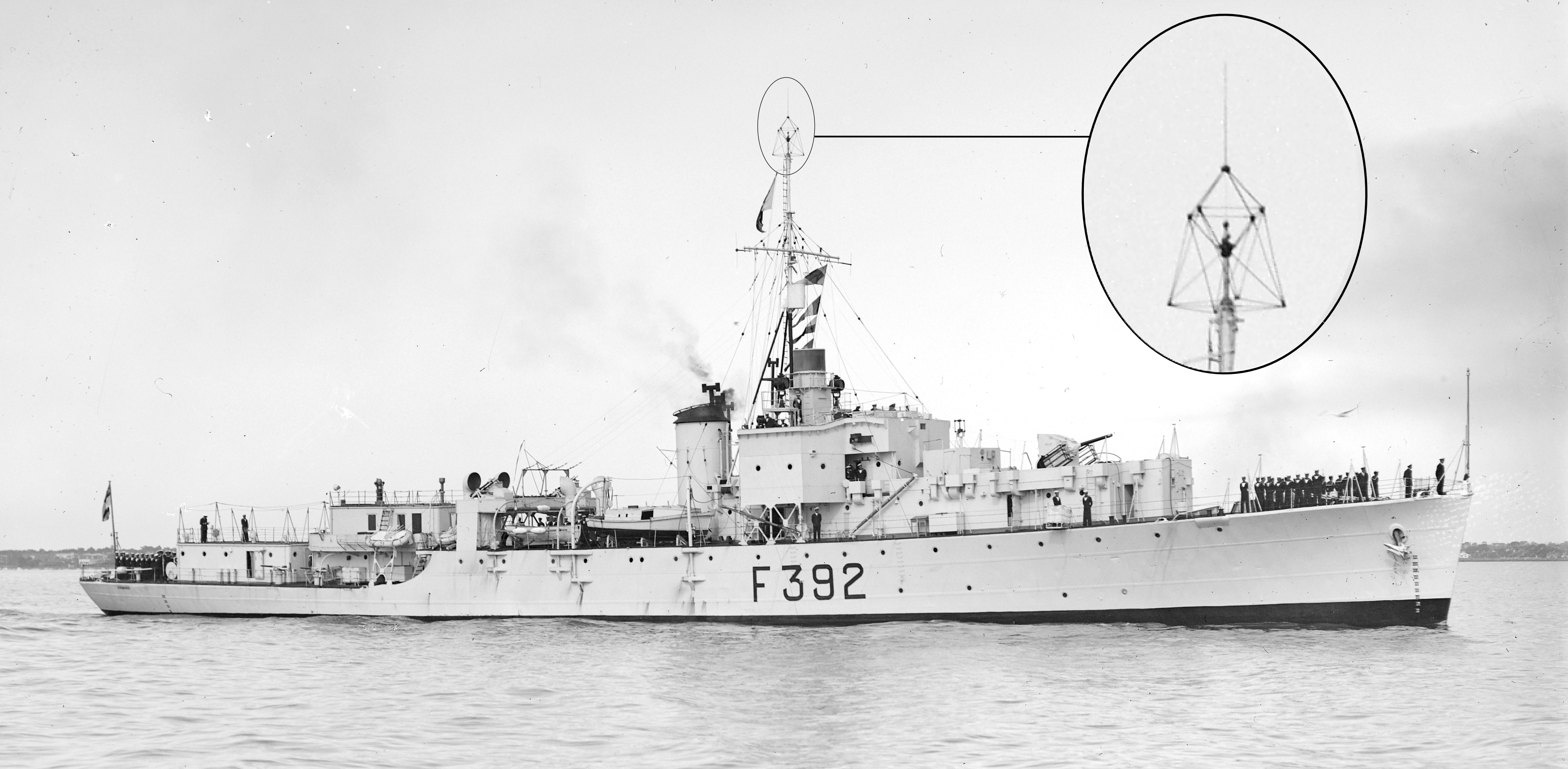
Détail sur l'antenne Huff-Duff sur une frégate pakistanaise (en 1951, mais similaire à celles ayant participé à la bataille de l'Atlantique).

À partir de 1942, des navires d'escorte reçoivent l'appareillage de relevé de la direction d'une émission radio. Plusieurs navires ainsi équipés peuvent, par triangulation, déterminer la position de l'U-Boot émetteur, puis l'attaquer.
Parmi les navires les premiers équipés figurent les navires de sauvetage (Rescue ship). Leur position dans le convoi étant toujours à l'arrière, la détection s'avère plus efficace avec d'autres relèvements provenant de l'avant du convoi, davantage éloignés.
Le matériel utilise un oscilloscope qui garde la trace d'une émission, même brève. Pourtant, les Allemands estiment qu'un signal bref est indétectable, car l'utilisation de l'appareil nécessite la rotation manuelle d'une antenne pour déterminer la direction où l'émission est la plus forte.

##### Détecteur d'anomalie magnétique
Un des nouveaux moyens de détection mis en œuvre par les Alliés est basé sur l'anomalie magnétique qui peut être induite par la masse métallique que représente un U-Boot en plongée, qu'un avion peut mesurer.
Les contraintes sont nombreuses (altitude à respecter, pas d'épave ou de sol pouvant tromper le repérage, par exemple). Plusieurs unités sont équipées. Le secteur le plus propice à cette détection est le détroit de Gibraltar, lieu d'attaque des U-Boote cherchant à passer en Méditerranée.
La procédure passe par une paire de PBY Catalina volant en cercles au dessus d'un endroit le plus propice aux tentatives de traversées allemandes. Chaque point de mer est survolé toutes les trois minutes. Un sous-marin naviguant en immersion à 4-5 nœuds ne peut franchir la zone sans être repéré. Quand le stylet de l'enregistreur marque une anomalie, une bouée fumigène est larguée. Si la cause de l'anomalie se déplace, un sous-marin est présumé. Sa trajectoire est estimée et l'attaque est effectuée, soit par les Catalina au moyen des rétro-bombes (cf. infra), soit par des escorteurs rameutés par les hydravions et qui attaquent à la grenade.

#### Attaque

##### Grenades anti-sous-marines

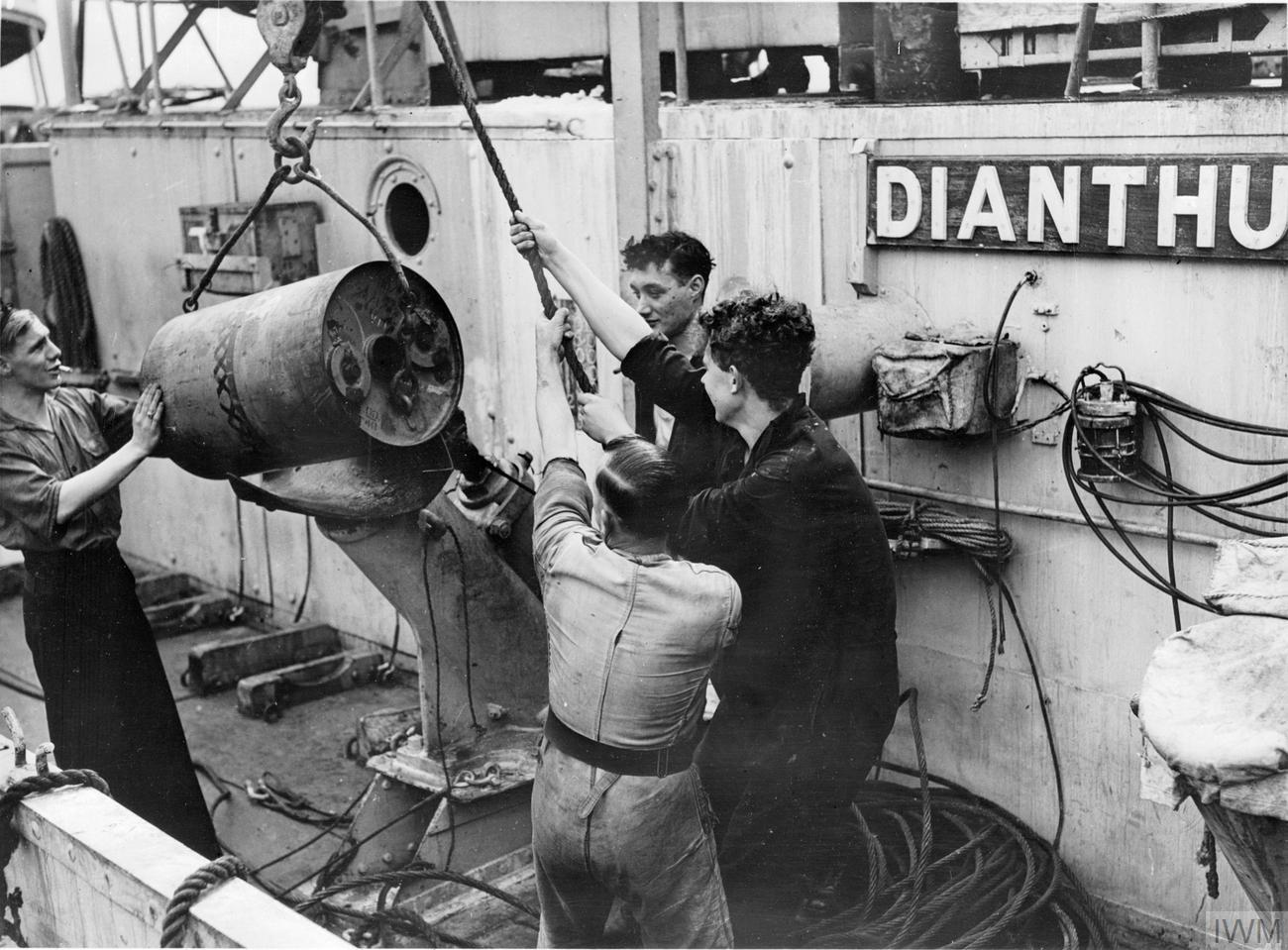
Chargement d'un grenadeur sur la corvette HMS Dianthus, le 14 août 1942.

Les grenades anti-sous-marines sont l'arme anti-sous-marine principale de tous les belligérants.
Pour les Alliés, il s'agit de cylindres de 191 kg, avec 132 kg d'explosif, avec une vitesse de descente de deux à trois mètres par seconde. À six mètres, la charge peut briser une coque de 22 mm d'épaisseur.
Les grenades sont, soit jetées par l'arrière du navire anti sous-marin (ASM) par des rails, soit projetés par les côtés grâce à des lanceurs capables de les envoyer de trente à soixante mètres.
La technique d'emploi consiste à lancer un chapelet de grenades pour encadrer le sous-marin. Ces chapelets consistent au début de six, puis dix, voire douze grenades. Généralement, les grenades sont réglées pour éclater à des profondeurs différentes. Les lanceurs sont utilisés alternativement, généralement pour que le chapelet couvre une zone en forme de diamant. Les modalités de lancement sont décrites précisément et enseignées aux équipages dans les écoles. Mais certains commandants, comme Walker, créeront, et utiliseront, des tactiques supplémentaires.
Un escorteur emporte, au départ, de quinze à quarante charges. Rapidement, ce nombre monte à 50-160. Sur un destroyer d'escorte, ce nombre est de 45 à 130 charges. Il est courant, dans un convoi, que l'un des cargos transporte des réserves de grenades pour ravitailler les escorteurs. Il peut s'agir du pétrolier chargé de ravitailler l'escorte.
Les grenades emportées par les avions alliés sont généralement des grenades de 125 kg, profilées pour être lancées d'une altitude précise. Un bombardier comme le B24 peut emporter 8 de ces grenades.

##### Mortiers anti-sous-marins hérisson et calmar
L'une des limitations de l'ASDIC, la perte du signal quand le chasseur s'approche de sa cible, lui permettant une manœuvre de dernier moment qui l'éloigne suffisamment du chapelet de grenades, va être à l'origine du développement d'armes lançant des projectiles par l'avant du navire chassant le submersible.
Le Hérisson (Hedgehog) est un dispositif qui envoie à 30 mètres en avant 24 charges — six sur quatre rangs — de 28 kilos dont la moitié de TNT ou Torpex. Les charges, qui partent en succession, délimitent une zone ovale autour de la position estimée du sous-marin. Les charges n'explosent qu'au contact, ce qui veut dire que le sous-marin n'a connaissance de l'attaque que lorsqu'une ou plusieurs charges détruisent sa coque. Le tir est déclenché par un officier de la passerelle. Il utilise une formule complexe qui combine le relèvement par l'ASDIC, le temps de vol des projectiles, le vent, la vitesse de l'escorteur, etc.. Le temps de rechargement de l'engin est long ; le HMS Tavy tire 5 salves en 90 minutes pour couler l'U-390, ce qui est considéré comme une performance.
Le Calmar (Squid) est une variante du précédent. Il se présente comme un mortier à triple tube, tirant aussi vers l'avant des charges de 175 kilos à cent mètres. Les projectiles explosent en profondeur, avec un réglage fourni par l'ASDIC.

##### Mines et torpilles
- Torpilles : l'exemple de FIDO.
 À la fin de l'année 1941, les Américains vont lancer l'étude d'une torpille autoguidée. Cela donnera une torpille aérienne, dénommée FIDO, mais plus communément cachée sous le vocable de « mine Mk 24 ».
  - Caractéristiques : 
 Deux mètres de long pour un poids excédant légèrement 300 kg, elle est propulsée par un moteur électrique alimenté par une batterie, lui donnant une autonomie de dix minutes et une distance franchissable de 3,7 km.
  - Mise en œuvre : 
Elle sera mise en œuvre peu de temps avant que les Allemands ne commencent à déployer leur propre torpille acoustique.
Larguée par avion, qui doit respecter strictement l'altitude prévue comme une vitesse imposée, elle commence par effectuer une recherche circulaire, en utilisant 2 paires d'hydrophones (haut-bas et droite-gauche). Quand elle a repéré le bruit d'une hélice de sous-marin, elle se dirige sur lui, l'intensité du son reçu par chaque hydrophone se traduit par une action sur ses gouvernes.
Sa vitesse, 12 nœuds, lui permet d'attaquer un U-Boot en plongée mais pas un U-Boot en surface. Elle ne peut pas non plus atteindre une cible trop profonde.
  - Résultats : 
Le premier succès de FIDO survient, soit le 14 mai 1943, avec la destruction de U-640, soit le 17 mai 1943 avec celle de U-657 (la question n'est toujours pas tranchée).
Au cours du conflit, 264 de ces engins seront lancés, 37 sous-marins seront coulés et 18 endommagés. Le taux de réussite de cette arme est considéré comme largement supérieur à celui des grenades sous marines (22 % contre 9 %)[125].
- Mines
 Les Alliés feront un grand usage de mines. En premier lieu pour « verrouiller » la mer du Nord. Il y aura des barrages de mines dans la Manche, obligeant les U-Boote à tenter leur chance au nord. Là, d'autres champs de mines seront établis mais les « jardins des roses » pour reprendre le surnom donné par les Allemands ne couleront qu'un seul bâtiment.
 La Baltique sera aussi abondamment minée, tant pour bloquer la sortie des ports où sont construits les U-Boote que pour les zones d'exercice. Ces barrages seront plus efficaces.
 Enfin, les côtes atlantiques et les abords des bases sous-marines feront aussi l'objet de minages intensifs, rendant plus dangereux, en dépit des dragages, le transit des U-Boote.

##### Projecteur d'attaque nocturne Leigh

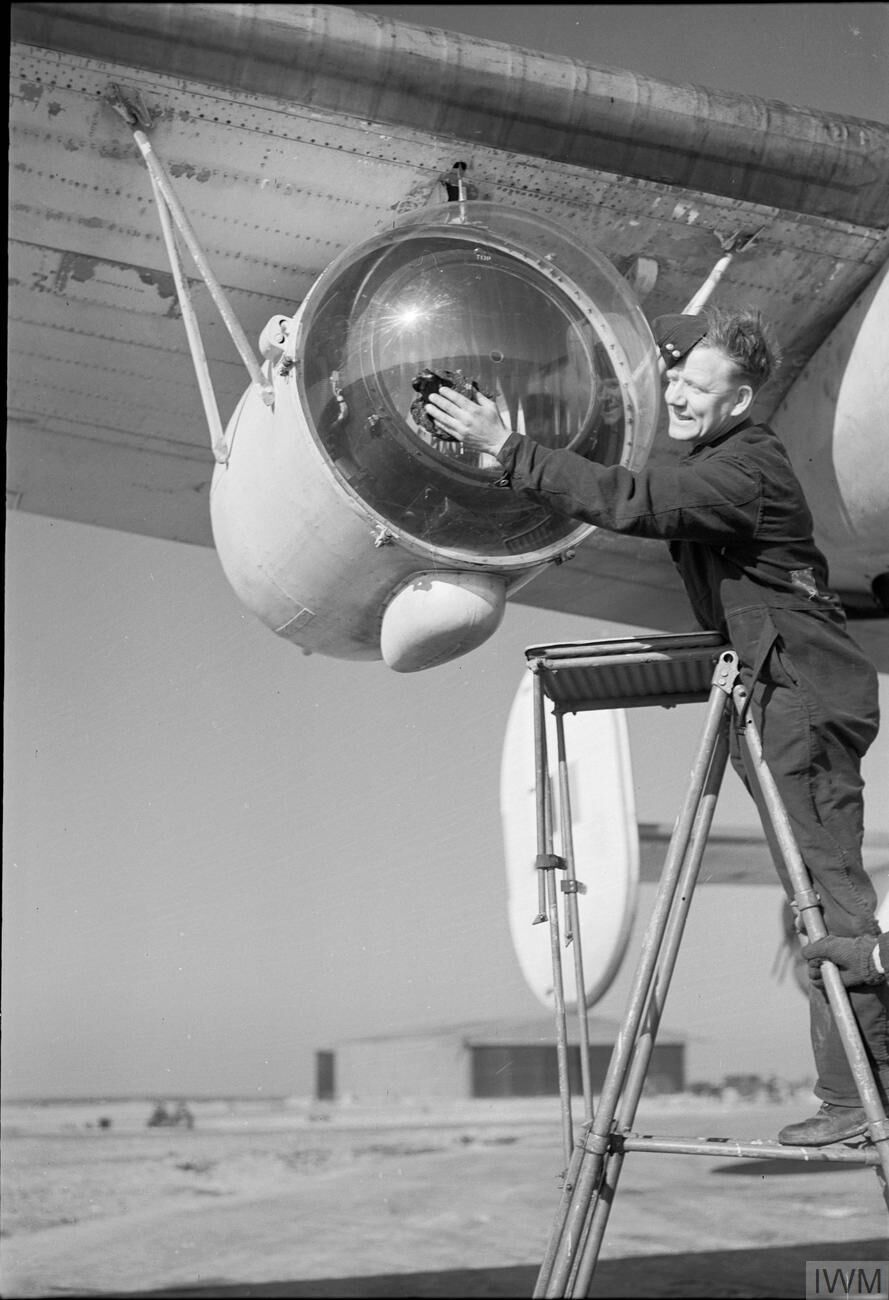
Le projecteur Leigh.

À la suite d'une détection par radar, une attaque aérienne ne peut être conduite qu'avec une bonne visibilité. Pour permettre des attaques de nuit, période pendant laquelle les U-Boote naviguent en surface pour recharger leurs batteries, un puissant projecteur sera installé. Il porte le nom de son inventeur, le wing commander Humphrey de Verd Leigh (en).
Il s'agit d'un projecteur à arc, de 61 cm de diamètre, d'une intensité de 22 millions de candelas.
Il s'allume automatiquement à environ mille mètres de la cible. Celle-ci dispose alors d'une demi-douzaine de secondes pour réagir avant que l'avion ne lance ses grenades.
Il en existe deux types. Soit une tourelle ventrale, rétractable, dont sont équipés les Wellington ou Liberator ; soit une nacelle placée sous une aile, pour les Catalina et les Liberators.
La première victoire associée à l'utilisation de ce projecteur date du 5 juillet 1942, où un Wellington coule l'U-502 dans le golfe de Gascogne.

##### Roquettes et canons spéciaux
- Roquettes.

Les roquettes sont utilisées contre les blindés allemands et le seront aussi contre les U-Boote. La tactique fait viser un point en avant de la cible. Les roquettes, tirées par paires, plongent dans l'eau et leur forme les fait remonter vers la surface pour frapper, et percer, la partie immergée de la coque du U-Boot.
L'avion en emporte de 6 à 10, sous les ailes.
- Canons antichars.

Il s'agit de canons de 57 mm, fabriqués par Molins avec une alimentation automatique d'une vingtaine d'obus, et qui seront montés sur des Mosquitos, dénommés « Tsé-Tsé », du 618e Squadron. Ils seront utilisés dans le golfe de Gascogne et endommageront gravement plusieurs U-Boote,.
- Rétro-bombes.

Elles sont utilisées par les PBY Catalinas équipés de MAD. Ce dispositif ne permettant de reconnaître le U-Boot qu'au moment où il est survolé, les bombes, semblables à des projectiles de Hedgehog partent vers l'arrière et forment trois lignes de 8 ou 10 projectiles destinées à éclater au contact de leur cible. La vitesse imprimée à ces projectiles permet d'annuler la vitesse de l'avion, assurant une chute des projectiles à l'emplacement même de la détection.
Les avions emportent de 24 à 30 de ces bombes sous les ailes.

#### Défense
- Bruiteurs

L'apparition des torpilles acoustiques allemandes va amener la création rapide de contre-mesures adaptées, plus efficace que de simples tirs de mitrailleuses dans l'eau ou le jet de grenades, dans le but de faire du bruit. Différents modèles de bruiteurs apparaîtront. Ils sont tous traînés par l'escorteur et le bruit qu'ils génèrent va détourner la torpille de sa cible, les hélices. Les premiers modèles sont constitués de simples bouts de tuyau métallique qui s'entrechoquent. Ils imposent à l'escorteur de réduire sa vitesse pour bien faire fonctionner le bruiteur. Ce faisant, cela réduit le bruit fait par les hélices ce qui suffit à leurrer la torpille.
Les Britanniques mettront en œuvre le « Foxer ». Il est attaché à une paravane de chaque côté de l'escorteur. La vitesse maximum est alors limitée à quinze nœuds, les tubes ne résistent pas longtemps et sa mise en œuvre prend près de trente minutes. D'autres types de bruiteurs seront utilisés, les modèles canadiens étant les plus réputés. Nommés « CAT », ils se composent aussi de tubes métalliques s'entrechoquant, mais un système plus simple d'utilisation que le « Foxer », plus résistant.
Les États-Unis utiliseront aussi le même genre de bruiteur (« FXR »). Vers la fin du conflit, ils essaieront des cartouches détonantes censées assourdir les détecteurs de la torpille.
- Camouflage

Les équipes de recherche opérationnelle (ORS), invitées à se pencher sur l'amélioration des procédures d'attaque de U-Boote par des avions, étudient le camouflage de ces derniers. Il avait été décidé par l'Amirauté, qu'un appareil se détacherait moins sur un ciel sombre en étant peint d'une couleur sombre ; le noir avait ainsi été choisi. L'étude ORS conclut, à l'inverse, qu'un avion peint en couleurs claires est repéré plus tardivement qu'un avion de couleur sombre. Les avions changent donc de couleur, gagnant quelques dizaines de secondes dans leur attaque et augmentant les chances de bombardement précis de leur cible avant que celle-ci ne puisse atteindre une profondeur suffisante,.
Pour camoufler la présence d'un convoi, on utilise à plusieurs reprises la technique de détacher un escorteur, avec mission de lancer fusées éclairantes voire grenades sous-marines pour attirer les U-Boote vers l'emplacement supposé d'un convoi attaqué.

## Tactiques

### Convois

Les principaux itinéraires des convois atlantiques en 1941.

Contrairement au premier conflit mondial, l'intérêt de la navigation en convois protégés s'impose dès le début des hostilités.

#### Organisation générale
- concentration des cargos

Des ports de concentration sont définis. C'est le cas de New York, Halifax ou Argentia. C'est de ces ports que le convoi sera organisé et commencera sa traversée. Les cargos proviennent de toutes les origines et gagnent, seuls ou en groupes, le port de concentration.
La carte ci-contre illustre deux des routes principales utilisées par les convois transatlantiques, New York et Liverpool d'une part, et Freetown - Liverpool, d'autre part. Il faudrait la compléter par la route sud, entre Norfolk et Gibraltar.
- fréquence des convois

Les convois partent régulièrement d'un côté ou l'autre de l'Atlantique. Si la fréquence varie tout au long de la bataille, on peut se baser sur un convoi lent par semaine et un convoi rapide tous les 4 jours.
La conséquence en est, qu'à tout moment, il y a entre 6 et 8 convois différents à la mer. Auxquels il faut fournir escorte, couverture aérienne et informations pour éviter les U-Boote.
- convois spéciaux

Épisodiquement, des convois spéciaux seront organisés. Ce sera par exemple le cas de convois de pétroliers, après l'opération Torch, destinés à l'Afrique du Nord.
Ce sera aussi le cas, généralement, des transports de troupes. Paquebots reconvertis, ils ont une vitesse suffisamment élevée pour éviter d'être handicapés par la vitesse moindre des cargos dans un convoi classique. La perte d'un seul de ces transports (les plus grands paquebots transportent en un seul voyage l'équivalent de l'effectif d'une division d'infanterie) étant jugée trop grave, ils voyagent seuls ou dans des convois particuliers.

#### Organisation d'un convoi
Un convoi se présente sous la forme de navires naviguant en colonnes, sous la forme d'un grand rectangle au front beaucoup plus important que la profondeur. Il groupe un nombre moyen de 35 navires, même si ce nombre a pu monter jusqu'à 191.
La recherche opérationnelle avait mis en évidence que les positions d'attaque les meilleures pour les U-Boote étaient sur les flancs, ainsi il valait mieux que ceux-ci soient les plus réduits possibles. Un convoi présente donc un grand nombre de colonnes, douze par exemple, chacune ne comptant que quatre ou cinq navires, offrant cette forme de rectangle très large dans le sens de la navigation.
La vitesse d'un convoi est déterminée par celle du navire le plus lent. Pour cette raison, plusieurs types de convois sont prévus. Les convois « rapides » regroupent les navires dont la vitesse maximum excède sept nœuds et demi. Un convoi lent comprend les navires dont la vitesse est inférieure à cette limite. Il est considéré que les navires dont la vitesse excède les quinze nœuds peuvent naviguer seuls, le risque d'interception par un U-Boot — dont la vitesse maximale est de l'ordre de dix-sept nœuds — étant faible. Le code attribué à chaque convoi permet de distinguer les différents types.
Chaque colonne est distante de trois encablures de jour et cinq de nuit. Dans chaque colonne, les cargos sont espacés de trois ou quatre encablures,.
Pour les Alliés, les convois sont désignés par des codes sous forme de lettres, indiquant le port de départ et le port d'arrivée, suivies d'un numéro d'ordre. Ainsi, le convoi HX-145, 83 navires, convoi rapide, part d'Halifax le 16 août 1941, à destination des Îles britanniques qu'il atteint le 31 du même mois, sans perte. Le convoi SC-117 est un « convoi lent », qui part de New-York le 12 janvier 1943, avec 21 cargos ; il arrive le 3 février à Liverpool, intact. Le convoi ONS-5 est un convoi lent qui part de Liverpool le 21 avril 1943 avec 42 cargos ; il arrive à Halifax le 12 mai, ayant perdu 11 de ses navires.

#### Escorte du convoi
Si, dans un premier temps, les escortes sont fournies en utilisant les navires disponibles du moment, la création de groupes stables d'escorteurs va rapidement être privilégiée. Au long de la bataille, on verra une spécialisation des groupes d'escorte. À côté des groupes escortant directement les convois, d'autres serviront de renforts ponctuels, ou seront utilisés comme groupes de chasse sur les lieux présumés de concentration de U-Boote.
Un groupe est, en théorie, composé d'un destroyer qui assure le commandement et de plusieurs corvettes. Dans la pratique, les formations seront assez diverses, par exemple 3 destroyers et 7 corvettes. En complément, on peut trouver des trawlers (chalutier armé), un rescue-ship (navire de sauvetage). Quand le nombre d'escorteurs disponibles sera plus important, les groupes intégreront des frégates, et/ou des destroyers d'escorte. Certains groupes se verront associer un porte-avions d'escorte.
Les groupes d'escorte sont désignés de différentes manières. Les désignations varieront tout au long de la bataille. Dans un premier temps, les groupes d'escorte sont numérotés en séquence. Dans un second temps, ils le sont par une lettre et un chiffre. La lettre permet d'identifier la nationalité du groupe, le chiffre étant un numéro d'ordre. Les Britanniques aligneront les groupes B1 à B7, les canadiens, C1 à C5. Pour les Américains, A1 à A5. À côté de ces groupes, et à partir de 1943, vont apparaître des groupes de soutien dont le rôle sera de renforcer temporairement l'escorte d'un convoi menacé. Ils sont aussi simplement désignés par un numéro (par exemple, le Cdt Walker est à la tête du 2e Escort Group).
Les groupes d'escorte se composent, au départ, de trois ou quatre escorteurs puis seront, généralement, de cinq à huit navires, destroyers, corvettes ou frégates. Par exemple, le convoi ONS-5, 42 cargos, part de Liverpool le 21 avril 1943, à destination de Halifax. Il est escorté par le groupe « B7 », celui de Peter Gretton (en). Ce groupe comprend deux destroyers, une frégate, quatre corvettes et deux chalutiers armés (Trawlers). Il sera renforcé, pendant la traversée, par le 3e Escort Group (cinq destroyers), puis par le 1er Escort Group (un cotre USCG, trois frégates et un sloop). Ce convoi, considéré comme marquant le tournant de la bataille de l'Atlantique, perd onze cargos mais coule six U-Boote avant d'arriver, le 12 mai, à sa destination.
L'avantage d'avoir des groupes d'escorte à composition stable est que ces navires vont prendre l'habitude de travailler ensemble et développer un savoir-faire indispensable pour être une protection efficace des convois qu'on leur confie. Un contre-exemple est celui du convoi SL87 qui quitte Freetown le 14 septembre 1941, à destination de Liverpool. Il est protégé par 4 escorteurs, novices et qui n'ont pas l'habitude de travailler ensemble. Le convoi de 11 cargos en perdra 7. Par moments, 3 des 4 escorteurs seront occupés à recueillir des naufragés, laissant toute liberté aux quatre U-Boote qui attaquent le convoi.
Un groupe d'escorte fonctionne selon un cycle routinier de trente-trois jours. Escorte d'un convoi au départ des îles Britanniques, durée : neuf jours et demi; six jours d'escale à Terre-Neuve ; escorte d'un convoi vers les îles Britanniques, durée : neuf jours et demi; enfin, huit jours de remise en condition à leur base britannique. À titre d’exemple, voici le programme du groupe d'escorte « C3 », canadien, entre avril 1942 et mai 1943. Il protège les convois suivants : ON-93, HX-191, ONS-104, SC-90, ON-115, puis HX-202 avec ON-121, SC-98, ON-131, HX210, ON141, SC109, ONS-152, HX-221 (janvier 1943), ONS-163, HX-226, ON-172, SC-124, ON-180 et HX-238,. De ces convois, SC-109 perd un cargo, ON-115 deux cargos, les autres ne déplorent aucune perte.
En moyenne, il y a toujours un tiers des effectifs du groupe indisponible. Parmi ceux-ci, la moitié est en réparation de dommages reçus au combat ou causés par la tempête, le reste en entretien programmé ou à l'entraînement.

##### Tactiques contre U-Boote
Si, au début du conflit, les tactiques sont assez empiriques, les groupes d'escorte développent rapidement des tactiques d'attaques qui leur sont personnelles. Ainsi, le groupe du Captain Walker met au point et utilise la tactique du « bouton d'or ».
Cette tactique est mise en œuvre si le commandant de l'escorte envoie le mot-code « bouton d'or » (Buttercup). À ce moment, chaque escorteur s'écarte du convoi, en tirant des fusées éclairantes pour repérer un U-Boot en surface ou l'obliger à plonger, pouvant alors être détecté avec l'ASDIC. Au bout de vingt minutes, si aucun U-Boot n'a été découvert, les escorteurs reprennent leur position. Cette tactique a permis à Walker de détruire deux U-Boote pendant le trajet du convoi HX-76. Elle est ensuite reprise et enseignée à l'école de lutte anti-sous-marine des Atterrages occidentaux (WATU).
La création de ce centre de formation des équipages d'escorteurs entraîne la définition de procédures standards qui sont enseignées à tous les marins des escorteurs participants. Elles sont généralement désignées sous des mots-code de fruits ou de légumes, mais il y en a d'autres comme le « pas de côté » (Stepaside) ou la « recherche Beta » (Beta Search).
La formation standard dure en général une semaine, alternant cours et exercices pratiques sous la forme de mises en situation par le biais de wargames.
- La tactique « Framboise » (Raspberry[N 50]).

Raspberry est déclenchée quand le SOE estime qu'un U-Boot vient de lancer une attaque en étant placé au milieu du convoi (méthode préférée de Otto Kretschmer). L'ordre est donné par radio, « Framboise », ou par le tir de deux fusées blanches. À réception de cet ordre, les escorteurs placés sur les flancs du convoi font demi-tour et gagnent l'arrière du convoi. Là, en ligne, ils mènent une recherche ASDIC en remontant vers l'avant du convoi. De la sorte, ils ont de bonnes chances de détecter l'U-Boot qui a plongé et se laisse distancer par le convoi. Si plusieurs U-Boote sont pistés, une « demi-framboise » peut être ordonnée, laissant des escorteurs sur les flancs du convoi.
- Ci-après quelques informations complémentaires sur d'autres tactiques parmi celles qui sont mises en œuvre :

Artichoke (« Artichaut ») est une autre réponse à la présence d'un U-Boot venant de tirer de l'intérieur du convoi. Dans ce cas, les escorteurs gagnent l'avant du convoi, puis font demi-tour et commencent une recherche avec l'ASDIC en passant entre les colonnes de cargos. En même temps, un escorteur de l'arrière du convoi gagne la position du cargo torpillé en menant aussi une recherche par ASDIC. Quand les escorteurs ont gagné l'arrière du convoi, ils virent à nouveau pour mener une recherche en ligne, comme celle de « Framboise ».
Pineapple (« Ananas ») est une tactique mise en œuvre quand un U-Boot piste le convoi, en avant de celui-ci (le repérage étant fait par l'escorte ou sur message de l'Amirauté). À réception de l'ordre, les escorteurs se portent, à pleine vitesse (donc sans pouvoir utiliser leur ASDIC) sur l'avant du convoi, en tirant des fusées éclairantes. De la sorte, il est plus que probable que le U-Boot décide de plonger. Après quinze minutes, l'escorte fait demi-tour et revient vers le convoi à une vitesse permettant l'usage de l'ASDIC.
- Contrairement aux autres tactiques définies par le WATU, l’« attaque rampante » (creeping attack) a été mise au point par le commandant Walker. Elle est cependant adoptée par tous les groupes d'escorte en 1944. Elle utilise deux escorteurs. Le premier se tient éloigné du sous-marin repéré (il n'est pas considéré comme une menace par celui-ci, bien que les échos ASDIC montrent qu'il l'a détecté). Le second escorteur se déplace à petite vitesse, pour que le sous-marin ne le détecte pas ; il est guidé par le premier escorteur et celui-ci lui indique à quelle profondeur doit être réglée l'explosion des grenades, puis à quel moment lancer son chapelet de grenades. Cette tactique est très efficace mais impose de disposer d'une escorte suffisamment étoffée pour pouvoir libérer deux escorteurs en même temps qui se chargent de la neutralisation du sous-marin.

##### Tactiques contre avions
Dans cette situation, les escorteurs désignés se rapprochent du convoi, en gros, à chaque coin du rectangle formé par les cargos du convoi.
Quand le convoi comporte des escorteurs spécialisés dans la DCA (comme pour le Convoi PQ 17), ceux-ci sont placés au milieu et entre les deux colonnes latérales;
Quand le convoi comporte un CAM-ship, celui-ci est positionné à l'arrière de l'une des colonnes centrales.

##### Tactiques des avions delutte anti-sous-marine
À l'instar des tactiques développées pour les navires d'escorte, des tactiques standards seront imaginées pour favoriser l'action des avions envoyés en protection d'un convoi.
Chaque tactique élaborée et devant être appliquée par l'escorte aérienne porte un nom particulier. Pour les Anglais et les Canadiens, ce sont des noms de reptiles, comme vipère, mamba, crocodile. Les Américains utilisent leurs propres tactiques. Plus rigides, elles sont définies par des lettres, comme Jig, King, Love, en tenant compte de différents éléments comme la vitesse du convoi.
Cette utilisation de tactiques préétablies permet une meilleure coordination entre les navires escorteurs et les avions. Ainsi, le SOE pourra demander une « recherche cobra 10 » (cobra search 10) qui voudra dire « cercler autour du convoi à une distance de dix milles nautiques de celui-ci » ; cette tactique est prévue pour une surveillance de jour quand la présence d'U-Boote est probable mais qu'aucun n'a encore été détecté.
Si un U-Boot est détecté, par exemple par radiogoniométrie, le SOE demande un Python. Pour prendre un exemple, il adresse le message suivant à l'avion : « 290 python 7 », ce qui est traduit par : « sous-marin détecté au cap 290, à une distance de sept nautiques », indiquant à l'avion la position de sa cible. Si la distance n'a pu être déterminée avec suffisamment de précision, le SOE utilise la tactique « mamba » (message : « 290 mamba »; l'avion conduirait alors une recherche de trente milles nautiques, et retour (distance fixée une fois pour toutes), au cap 290).

### Meutes
L'idée selon laquelle une attaque groupée de sous-marins est plus efficace qu'une attaque isolée est très ancienne. Elle impose une concertation que l'état de la technique ne permettait pas. Durant le premier conflit mondial, les Allemands avaient ainsi imaginé la désignation d'un sous-marin de commandement qui pourrait diriger les attaques des autres submersibles. Cette idée ne fut pas réalisée.
En 1935, la description de la tactique d'attaque en groupe (Gruppentaktik) est présente dans le « Manuel du commandant de U-Boot ». Elle est pensée et formulée par Karl Dönitz et est prête à être utilisée dès le début du conflit.
Le principe est d'établir des lignes d'U-Boote en travers des routes présumées des convois. Avec un espacement d'environ vingt nautiques entre les U-Boote, le convoi a, en théorie, peu de chance d'échapper à la détection. Quand il est repéré, il est pris en filature par un U-Boot, lequel prévient par radio les autres sous-marins pour qu'ils rejoignent à vitesse maximum (donc en surface) la position fournie, pour attaquer à plusieurs et déborder l'escorte.
L'organisation de ces groupes suppose d'abord de disposer de suffisamment d'U-Boote ; elle dépend ensuite de renseignements pour savoir où établir les lignes ; elle est tributaire, enfin, de la vitesse à laquelle le groupe pourra se concentrer sur sa cible.
Le nombre d'U-Boote disponibles augmente au fil du temps (parmi le nombre d'unités à la mer, il faut compter celles qui sont en route pour le secteur où elles devront agir, et celles qui s'en retournent, pour une raison ou une autre, vers leurs bases). Les renseignements sont fournis, d'une part, par le B-Dienst qui est capable de décrypter une partie des messages britanniques et, d'autre part, par les Fw200 Condor qui surveillent les zones. Le regroupement des U-Boote à l'endroit où le convoi est repéré prend une vingtaine d'heures, selon les calculs des sections de « recherche opérationnelle » des Alliés.
Le point faible de la Rudeltaktik (« tactique des meutes », wolfpack pour les Britanniques) réside dans les communications par radio. Chacune d'entre elles est susceptible d'être repérée et par triangulation, la position de l'émetteur connue. La doctrine de Dönitz impose que l'U-Boot qui découvre le convoi envoie aussitôt un message, puis un autre toutes les heures. Les Alliés, par radiogoniométrie au moyen du Huff-Duff, sont capables rapidement de repérer l'U-Boot émetteur et de le détruire, sinon de l'obliger à plonger.

#### Tactiques d'attaque
Il n'y a pas de coordination entre les U-Boote. Ils se rassemblent au lieu indiqué, en se fondant sur les émissions de radio de celui qui file le convoi. Chacun attaque individuellement en fonction de sa position.
En raison de la forme des convois, une attaque par les flancs est, dans la pratique, peu efficace. Otto Kretschmer, l'un des meilleurs commandants allemands, utilise, avec succès, la tactique suivante. Il se place à l'arrière du convoi et remonte alors, en surface, le convoi. Une fois au milieu du convoi, il lance ses torpilles et plonge. Il se laisse alors dépasser par le convoi, avant de recommencer une attaque.
Une autre tactique consiste pour le sous-marin à se placer sur l'avant du convoi. Il plonge alors et se laisse rattraper par le convoi. Il lance alors ses torpilles et se laisse dépasser par le convoi avant de renouveler son attaque.

#### Tactiques de défense
Le U-Boot peut profiter du bruit fait par les hélices du convoi pour échapper aux escorteurs.
Il peut aussi utiliser des leurres, comme le Bold, mais surtout profiter du grand défaut de l'ASDIC des escorteurs. Quand celui-ci approche à moins de cent mètres de sa cible, l'écho n'est plus utilisable. Le U-Boot peut alors en profiter pour changer de direction et échapper à l'attaque.

### Groupes de chasse,Hunter-Killers
Cette tactique sera mise en œuvre par les Américains et coordonné par la Dixième flotte des États-Unis lors de sa création en mai 1943. Contrairement aux Anglais, qui estiment que la protection des déchiffrages Ultra impose de ne pas mettre en évidence la présence de forces alliées sur les positions révélées des U-Boots, les Américains estiment que lancer des groupes de chasse pour régler leur compte aux U-Boote détectés vaut le risque.
Ces groupes, surnommés Hunter-Killers (littéralement : « chasseurs-tueurs »), sont organisés autour d'un porte-avions d'escorte et de plusieurs destroyers, chargés de sa protection comme de l'attaque des sous-marins qui seraient repérés. Ils sont mis en œuvre à l'été 1943, quand Dönitz fait quitter à ses navires l'Atlantique nord.
Ces groupes, partant des États-Unis ou d'Afrique du Nord, reçoivent une zone à surveiller. Là, ils sont libres d'organiser leur chasse qui peut, soit renforcer, temporairement, l'escorte d'un convoi menacé en couvrant avec ses avions un grand espace, soit croiser dans les eaux où est suspectée la présence d'une meute.
Les patrouilles aériennes sont généralement des binômes, un chasseur et un bombardier. Par exemple, un chasseur Grumman F4F Wildcat et un TBF Avenger. Quand un U-Boot est repéré, la puissance de feu du chasseur permet au bombardier de lâcher précisément ses grenades ou une torpille FIDO.
En trois mois de 1943, l'action de ces groupes permettra de répondre au torpillage d'un unique navire par la destruction d'une quinzaine de U-Boote. Elle permettra aussi de désorganiser le système de ravitaillement à la mer qui devait permettre aux sous-marins allemands de s'attaquer au trafic dans des zones plus lointaines comme l'océan Indien.

## Grandes phases de la bataille de l'Atlantique

### Première période des «temps heureux» allemands
La bataille de l'Atlantique débute dès septembre 1939. Pour les Franco-Britanniques, le blocus du trafic maritime fait partie d'une stratégie d'usure qui doit amener l'Allemagne à céder. En même temps que leurs navires contrôlent les mers, ils procèdent au mouillage de mines sur des voies stratégiques pour l'Allemagne comme les côtes de Norvège. Les Allemands répondent par un contre-blocus où la guerre sous-marine joue un rôle important, comme pendant la Première Guerre mondiale.
À l'ouverture des hostilités, les Allemands disposent en tout et pour tout de 57 U-Boote, dont 18 dans l'Atlantique.
Au tout début du conflit, la Kriegsmarine avait reçu des instructions strictes concernant les navires français. En septembre 1939, les U-Boote allemands avaient l'interdiction d'attaquer les navires marchands français, sauf en cas de légitime défense. Hitler espérait encore à ce moment-là une paix séparée avec la France, ce qui motivait cette retenue initiale. Ces restrictions furent progressivement levées au cours du mois de septembre 1939, permettant ensuite aux sous-marins allemands d'engager toutes les cibles ennemies, y compris françaises.
En octobre, Günther Prien torpille et coule le cuirassé Royal Oak dans la base navale britannique de Scapa Flow.
Après avoir coulé plusieurs cargos, le cuirassé de poche allemand Admiral Graf von Spee est endommagé le 13 décembre au cours de la bataille du Rio de la Plata. Il se saborde dans la baie de Montevideo quelques jours après.
À partir de juin 1940, les Allemands sont maîtres des côtes atlantiques du continent européen. Ce mois constitue un nouveau record pour l'Allemagne qui détruit 585 000 tonnes de navires marchands alliés.
En juillet, après l'invasion de la France, les U-Boote s'installent à Brest, à La Rochelle, à Lorient et à Saint-Nazaire pour un accès direct à l'Atlantique. Dès ce mois-ci, l'Allemagne sait où vont les sympathies des États-Unis : le président Roosevelt annonçant qu'il aidera la Grande-Bretagne dans le cadre de la neutralité. Néanmoins, jusqu'à l'entrée en guerre des États-Unis, l'Allemagne s'efforce d'éviter toute provocation sur mer en respectant en particulier la zone de neutralité américaine couvrant la moitié nord-ouest de l'océan Atlantique.
Le 2 septembre 1940, un accord entre les États-Unis et les Britanniques permet à ces derniers de recevoir en prêt 50 destroyers anciens contre le prêt, pour 99 ans, de bases de Terre-Neuve, colonie britannique à l'époque.
En octobre, Karl Dönitz définit la tactique d'attaque en « meutes » des convois par les U-Boote.
À partir de février 1941, les États-Unis mettent sur pied la flotte de l'Atlantique. Le mois suivant, la loi Lend-Lease plus connue en français comme la loi « Prêt-Bail », entre en vigueur. Les escortes navales s'organisent et bénéficient de la mise en œuvre du radar. Il s'agit de la fin de la première période des « temps heureux » des U-Boote.
En avril, l'Allemagne détruit 688 000 tonnes de navires marchands alliés. Il s'agit d'un nouveau record.

### Premiers revers

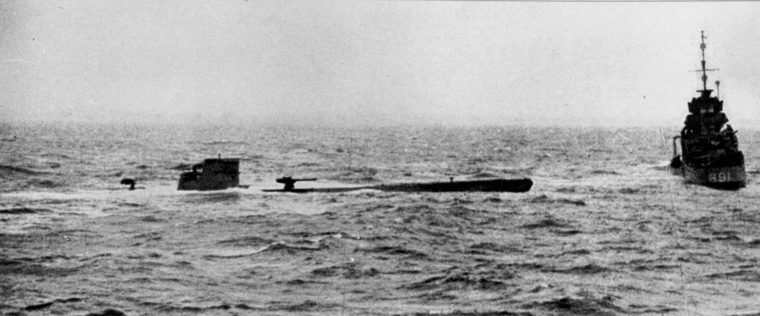
U-110, capturé en mai 1941.

En mai 1941, le cuirassé allemand Bismarck coule le HMS Hood lors de sa première sortie avant de sombrer lui-même trois jours plus tard à 650 km environ à l'ouest de Brest.
Le 8 mai, l'U-110 attaque HX-123 ; l'escorte l'oblige à venir en surface et le capture, s'emparant des codes et d'une machine Enigma qui permettront aux Alliés de lire les messages allemands jusqu'en juin et les aideront pour casser les clés des codes des mois suivants. Le 7 mai, un navire météorologique allemand est capturé près de l'île Jan Mayen et fournit d'autres éléments pour casser les codes allemands.
En juin, décision est prise d'escorter les convois tout au long de leur trajet. Le trajet est décomposé en quatre étapes. La première étape voit le rassemblement du convoi jusqu'à un point, nommé WESTOMP ou EASTOMP, où ils sont pris en charge par un groupe d'escorte. De là, le convoi gagne un point désigné MOMP, en gros au sud de l'Islande, lieu de changement d'escorte. Il est pris en charge par le groupe d'escorte d'un convoi circulant dans l'autre sens et qui retourne ainsi à son port d'attache. La position des points WESTOMP, EASTOMP et MOMP varie au fil du temps.
Tous les navires de n'importe quelle nationalité pouvaient intégrer ces convois : les incidents allaient devenir inévitables. Ainsi, en octobre 1941, le destroyer USS Kearny est torpillé et le Reuben James coule avec la quasi-totalité de son équipage.

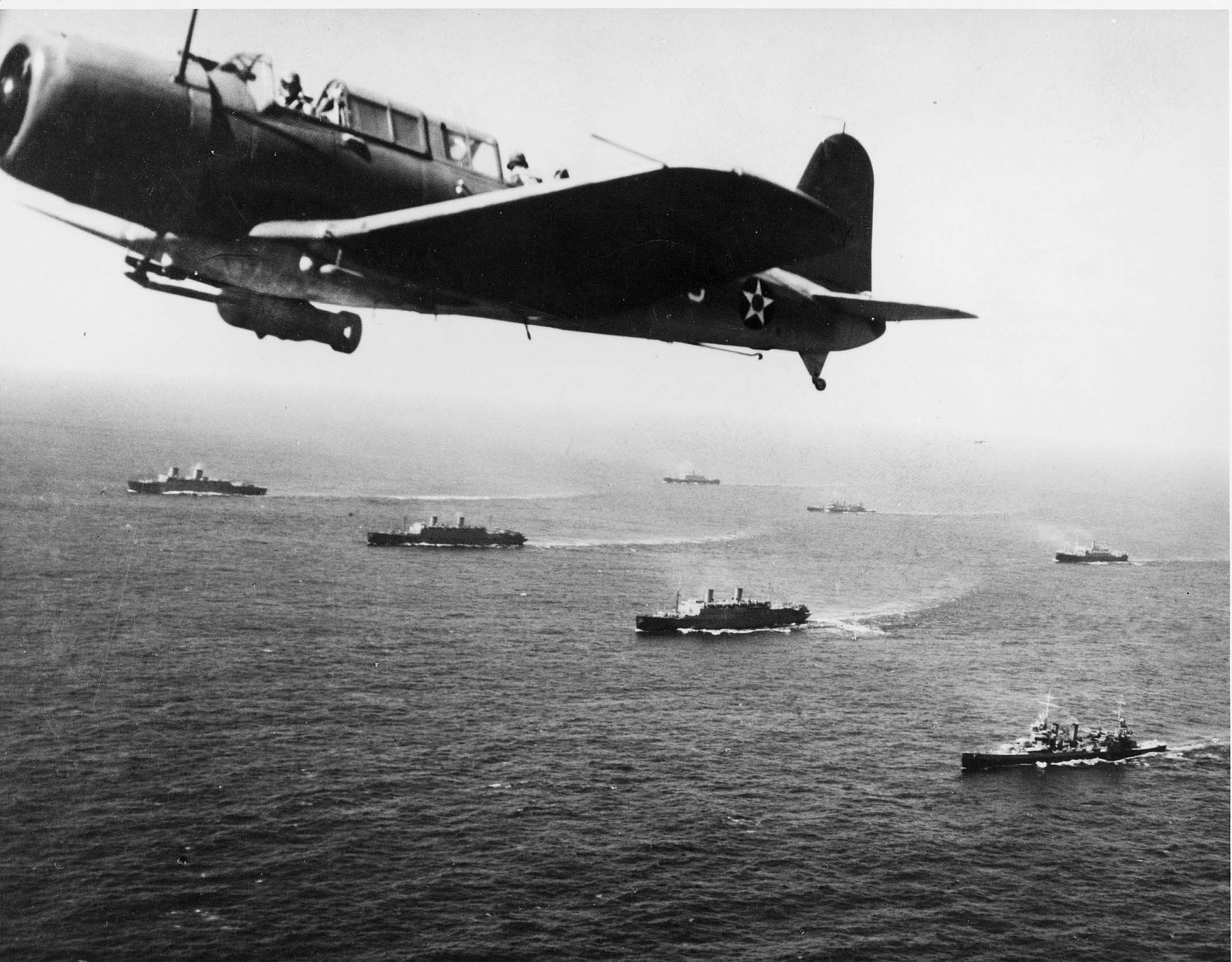
Convoi partant des États-Unis en route pour l'Afrique du Sud sous la protection de l'US Navy le 27 novembre 1941, alors que les États-Unis ne sont pas encore entrés en guerre.

À partir de septembre, la couverture aérienne des convois est améliorée, mais elle ne protège qu'une partie du trajet des convois, le reste s'effectue sans protection aérienne.

### De décembre 1941 à juin 1942: la seconde période des «temps heureux» allemands

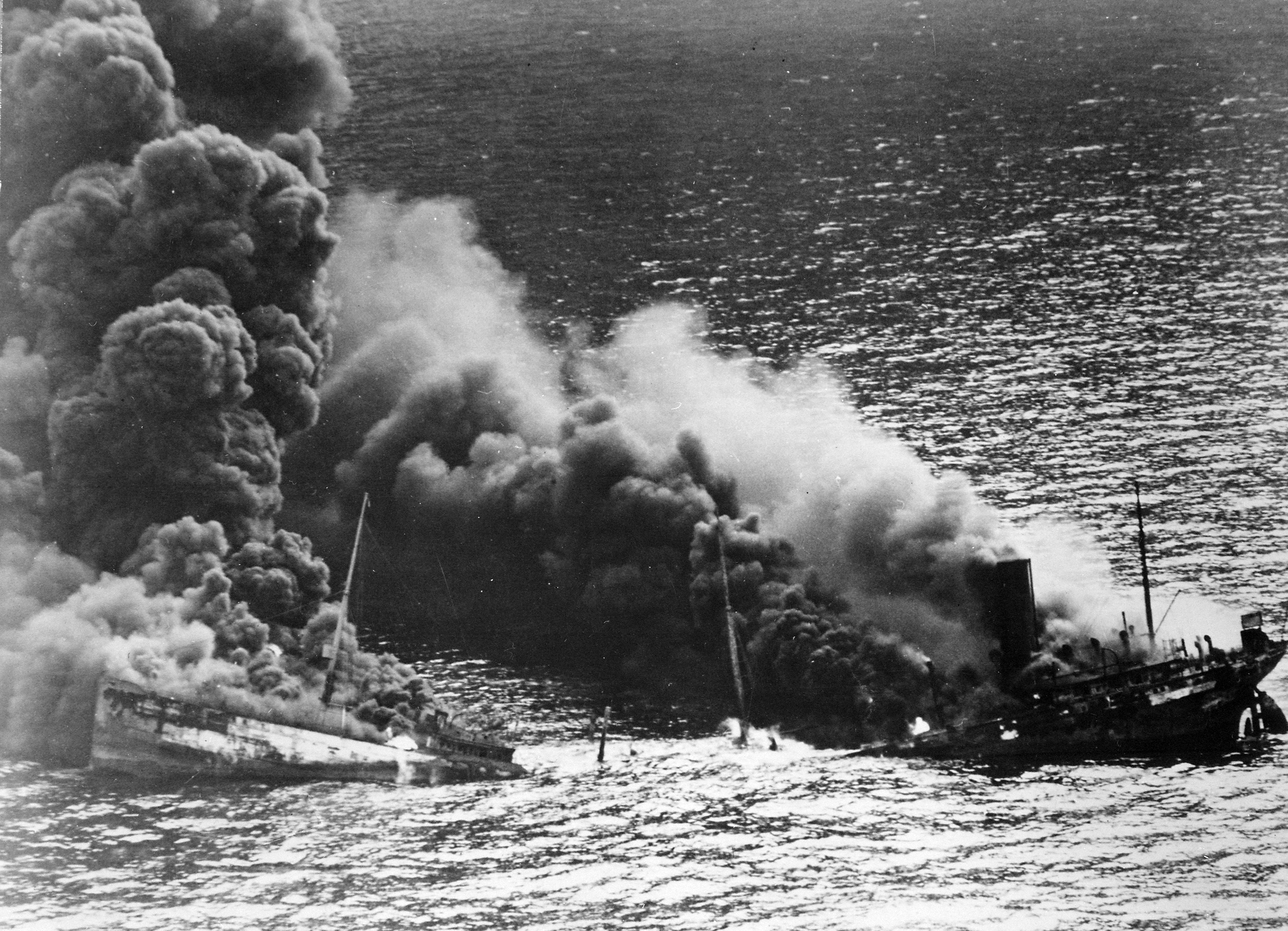
Pétrolier allié torpillé dans l'Atlantique.

L'entrée en guerre des États-Unis à la suite de l'attaque de Pearl Harbor en décembre 1941 change considérablement la donne sur le théâtre d'opérations de l'Atlantique. Britanniques et Américains sont d'accord pour donner priorité à l'anéantissement de l'Allemagne. C'est seulement après qu'ils se retourneront contre le Japon. La route de l'Atlantique nord doit être tenue à tout prix. Le président Roosevelt impose cette priorité à la marine et à Mac Arthur qui souhaitaient privilégier le Pacifique. Pour Dönitz la route de l'Atlantique nord doit être coupée aux Alliés même s'il y perd tous ses submersibles. Une lutte intense s'engage.
La zone d'opérations des U-Boote s'élargit à tout l'océan Atlantique, inaugurant ainsi une deuxième période dite heureuse pour les sous-marins allemands.
En janvier 1942, les U-Boote font des ravages le long des côtes américaines. Malgré la hausse en flèche des pertes alliées, la Marine américaine ne met pas en place le système des convois, préférant utiliser les forces de surface pour patrouiller le long des routes de navigation. Pas un seul U-Boot n'est coulé par les Américains jusqu'en avril, alors que dans le même temps, plus de deux cents navires marchands seront envoyés par le fond.
En janvier, la Royal Navy installe une école tactique anti U-Boote, à Liverpool. Les marins sont formés aux tactiques de combat contre les sous-marins allemands.
En février, l'ajout de rotors sur les machines Enigma de la Kriegsmarine a pour conséquence l'interruption du décryptage du trafic radio. Ainsi mars constitue un nouveau record pour l'Allemagne avec 834 000 tonnes coulées dans la marine marchande alliée.
Cependant, Hitler ne profitera pas à fond de son avantage, obligeant l'amiral Dönitz à conserver bon nombre de sous-marins en Norvège et en mer Méditerranée. De plus, à partir de 1942, les Alliés ont commencé à équiper les escorteurs de leurs convois du détecteur par radiogoniométrie, une invention du Français Maurice Deloraine — parti pour cette raison aux États-Unis — qui permet de détecter les signaux radio, même très brefs, émis par les sous-marins allemands, et donc de localiser ces derniers.

### De juin 1942 à janvier 1943: vers une victoire nazie?
En mai 1942 débute la « bataille du Saint-Laurent » au Canada opposant les U-Boote allemands à la marine royale canadienne et aux Alliés dans le golfe du Saint-Laurent, importante zone de transit et point de départ de nombreux convois.
Les Américains mettent enfin en place le système des convois le long de leurs côtes atlantiques, à l'image de ceux en direction de la Grande-Bretagne. Les U-Boote se rabattent alors sur d'autres secteurs (golfe du Mexique et mer des Caraïbes, qui donne lieu à la bataille des Caraïbes) où les navires ne sont pas bien protégés. Ce système va se généraliser à tout l'Atlantique dès le mois de juin.
Cherchant toujours le point faible, les sous-marins reviennent en plein Atlantique, où les convois sont dépourvus de protection aérienne. Les Alliés, pour leur part, sont toujours incapables, à ce moment, de déchiffrer les codes utilisés par les U-Boote.
En octobre 1942, Ultra est de nouveau en mesure de décrypter le trafic radio des U-Boote. Malgré les pertes, l'Allemagne réussit à détruire 800 000 tonnes de navires marchands alliés en novembre 1942. Il s'agit du mois le plus efficace de toute la guerre pour les U-Boote. À ce stade de la guerre, ils coulent les navires plus vite que les Alliés ne peuvent en construire (voir infra pour les chiffres), malgré la forte cadence de production des liberty ships. La rupture des lignes d'approvisionnement du Royaume-Uni (et donc sa défaite) est une perspective plausible en maintenant ce rythme de destruction.
En janvier 1943, Dönitz est nommé à la tête de la Kriegsmarine. La guerre sous-marine devient prioritaire.

### 1943: le tournant de la bataille

#### De janvier à avril 1943
En mars, la couverture aérienne devient continue pour les convois américano-britanniques grâce à l'utilisation de quadrimoteurs Liberator à long rayon d'action au départ de l'Angleterre et au début de la participation de plusieurs porte-avions d'escorte dans l'Atlantique. De plus, cette couverture devient plus efficace grâce à la dotation du nouveau radar centimétrique.
De ce fait, les pertes alliées diminuent de moitié dans l'Atlantique nord dès le mois suivant. Les techniques éprouvées de formation en meutes des sous-marins allemands se soldent pour la première fois par un échec total.
Inversement, les constructions navales alliées tournent maintenant à plein régime, plus d'un million de tonnes par mois (voir infra), de sorte que la flotte marchande disponible pour les transports de guerre commence à s'accroitre. À la fin de l'année, toutes les pertes depuis le début de la guerre auront été effacées. La perspective d'une éventuelle défaite britannique par rupture de ses approvisionnements, plausible seulement quelque mois plus tôt, s'éloigne.

#### Le point culminant:Black May, un mois de mai tragique
Le point culminant de la bataille est généralement considéré comme l'offensive contre le convoi ONS-5. Parti de Liverpool vers Halifax le 21 avril 1943 avec 48 cargos, protégé par 20 escorteurs (le groupe B7, renforcé par plusieurs unités), il fait face aux attaques de deux meutes, Meise et Amsel, groupant 30 et 11 U-Boote. Il perd 13 navires et coule 6 de ses adversaires.
Les trois convois suivants perdent sept navires au prix de sept U-Boote coulés. Enfin, les 40 cargos du convoi SC-130 quittent Halifax le 11 mai et arrivent intacts à Liverpool le 26 mai, après avoir repoussé les attaques des « loups gris » de Dönitz et avoir coulé cinq d'entre eux,.
Le 24 mai 1943, devant ce « Mai noir » (Black May) qui voit la perte de 43 U-Boote, Dönitz donne l'ordre d'abandonner les lieux des combats pour se regrouper plus au sud.

#### De juin à décembre 1943: les Alliés prennent le dessus
L'étendue des pertes provoque une baisse de moral des sous-mariniers. Beaucoup de U-Boote hésitent désormais à poursuivre une attaque. À la fin du mois de mai 1943, Dönitz décide de retirer tous ses sous-marins de l'Atlantique nord. En juillet, les U-Boote coulent 97 000 tonnes dans l'océan Indien. Désormais, le tonnage marchand lancé par les chantiers alliés dépasse le tonnage coulé par l'Axe.
En août, le Portugal accepte l'installation des Alliés sur une base aérienne des Açores et la construction d'une nouvelle base. Cela améliore la couverture aérienne des convois, et permet également le survol de secteurs où les U-Boote pouvaient auparavant recharger leurs batteries en surface en relative sécurité.
Le 13 septembre 1943, l'amiral Dönitz déploie à nouveau les sous-marins dans l'Atlantique nord. Ils disposent de nouveaux équipements comme la torpille acoustique, un armement antiaérien renforcé et un détecteur radar. La torpille acoustique, surnommée casse-destroyers, permet aux U-Boote d'attaquer directement les navires d'escorte. Elle va quelque peu ébranler le moral des Alliés, mais une parade est vite trouvée : des bruiteurs remorqués (CAAT ou CAT pour Canadian Anti-Acoustic Torpedo, appelés Foxer (en) par la marine britannique et FXR par l'américaine). Inventés par la marine royale canadienne, ils détournent les torpilles de leurs objectifs.
À la fin 1943, plusieurs U-Boote sont équipés de schnorchel. Ce tube adapté permet au bâtiment de rester en immersion périscopique, tout en renouvelant l'air nécessaire aux moteurs diesel, lui permettant ainsi naviguer à vitesse normale et de recharger ses batteries en profitant de la discrétion de l'immersion.
En décembre, le cuirassé allemand Scharnhorst est coulé au cours de la bataille du cap Nord. Il s'agit de la dernière bataille de surface dans l'Atlantique de ce conflit.

### Tentatives allemandes pour parer une défaite inéluctable, 1944-1945
Le 6 juin 1944, les Alliés débarquent en France sur les plages de Normandie. Les U-Boote sont incapables de s'opposer à l'invasion. En octobre, les Alliés ont repris le contrôle de toutes les côtes françaises, hors quelques poches neutralisées ; les U-Boote sont repliés en Norvège ou dans la Baltique. Les Allemands n'ont désormais plus accès aux bases navales de la côte Atlantique.
En novembre 1944, tous les U-Boote sont équipés du schnorchel ; leurs résultats sont limités. Le cuirassé allemand Tirpitz est coulé par les bombardiers britanniques.
Quelques mois avant décembre 1944, le premier sous-marin de type XXI est opérationnel ; cependant, la mer Baltique, minée par les Alliés, est désormais impraticable pour les Allemands. De plus, ces sous-marins arrivent trop tard pour renverser le cours de la guerre. L'Allemagne a perdu la bataille de l'Atlantique et capitule le 8 mai 1945.
En tout, sur les 1 154 U-Boote mis en service, 822 sont coulés en opérations.

## Bilan

### Sur le plan militaire
- Efficacité des convois

En dépit de la dureté des combats et des soixante-huit mois de la bataille, le système des convois a, dans l'ensemble, été très efficace, comme le montre le tableau suivant. Il a été calculé qu'un navire isolé courait un risque deux fois plus élevé d'être coulé.
| Période                      | Nombre total de convois | Nombre de convois avec pertes | Pourcentage |
| ---------------------------- | ----------------------- | ----------------------------- | ----------- |
| septembre 1939 à juin 1940   | 496                     | 21                            | 4,2         |
| juillet 1940 à décembre 1941 | 673                     | 122                           | 18,0        |
| janvier 1942 à mai 1943      | 448                     | 106                           | 23,7        |
| Juin 1943 à janvier 1944     | 170                     | 8                             | 4,6         |
| février 1944 à mai 1945      | 424                     | 16                            | 3,7         |
| Total                        | 2211                    | 273                           | 12,3        |

Il faut éviter de croire, comme pourraient l'y inciter les récits de nombreux historiens, focalisés sur les combats, que tous les convois (25 000 environ, au total) ont été attaqués.
Pour le seul Atlantique nord, la période la plus difficile se situe entre janvier 1942 et mai 1943 : 287 convois font le trajet et seuls 74 d'entre eux essuient des pertes ; ce qui donne un pourcentage de convois intacts de 74 %. De même, le pourcentage concernant les seuls convois vers la Russie donne 37 % de convois avec pertes pour la même période, également la plus néfaste.
- Coopération internationale poussée

Les différentes marines impliquées dans la bataille ont dû se concerter étroitement. Sur le plan des matériels, il y a eu normalisation des constructions. Corvettes et frégates de mêmes types ont été construites aussi bien en Grande-Bretagne qu'au Canada.
La coopération a cependant souffert des disparités existantes entre les marines. Si la Marine britannique voit sa taille multipliée par dix tout au long du conflit, celle des États-Unis l'est par vingt, la Marine canadienne voit la sienne multipliée par cinquante. La conséquence en sera une certaine inefficacité canadienne due à l'inexpérience déplorée par les Britanniques.

Tonnages allié et neutre perdus mensuellement.

- Victoire de l'abondance

La victoire dans cette longue bataille a, finalement, été davantage favorisée par l'abondance du matériel dans le camp allié qu'à la valeur même des combattants[réf. nécessaire]. Le renversement de 1943 en faveur des Alliés est dû à la conjonction de multiples facteurs en particulier à l'incapacité des forces allemandes de répondre à l'accroissement des effectifs mis en œuvre par les Alliés.
Les Allemands n'ont pas été capables de répondre efficacement à l'apparition des nouvelles armes mises en œuvre par les Alliés.
Pour les Allemands, la victoire aurait résidé dans leur capacité à détruire davantage de navires que les Alliés n'en pouvaient construire. Ils ne purent que temporairement atteindre ce but qui leur devint inaccessible à partir de 1943.
- Les raisons de la défaite allemande

Pour l'amiral Dönitz lui-même, les deux raisons principales de l'échec sont, d'une part, la lenteur mise par Hitler à réaliser la priorité que devait être l'accroissement de la flotte sous-marine et, d'autre part, l'apparition des avions à long rayon d'action.

### Sur le plan économique
| Année                          | 1939 | 1940  | 1941  | 1942  | 1943   | 1944   | 1945  | Total  |
| ------------------------------ | ---- | ----- | ----- | ----- | ------ | ------ | ----- | ------ |
| Tonnage allié coulé*           | 810  | 4 407 | 4 398 | 8 245 | 3 611  | 1 422  | 451   | 23 344 |
| Tonnage construit*             | 332  | 1 219 | 1 964 | 7 182 | 14 585 | 13 349 | 3 834 | 42 465 |
| Sous-marins allemands coulés** | 9    | 22    | 35    | 85    | 287    | 241    | 143   | 822    |

| * milliers de tonnes, ** unités |

### Sur le plan humain

#### Pertes enregistrées
Si les pertes enregistrées au long de cette longue bataille peuvent paraître faibles au regard de celles résultant d'une grande bataille terrestre, elles n'en sont pas moins importantes.
| Alliés                      | Allemands                                  |
| --------------------------- | ------------------------------------------ |
| 36 284 marins (militaires), | 30 000 marins (militaires)                 |
| 36 000 marins (marchands)   |                                            |
| 3 500 navires marchands     |                                            |
| 175 navires de guerre       | 784 U-Boote et 47 autres navires de guerre |

Du côté de l'Axe.
Près de 39 000 marins allemands ont combattu dans les U-Boote. De ceux-ci, le mémorial de Kiel conserve les noms de 27 491 morts,. 5 000 autres ont été faits prisonniers. En dépit de ce très fort pourcentage de pertes — 85 %, — les sous-mariniers allemands ont combattu jusqu'au bout.
Les raisons en sont multiples : en premier lieu, les hommes des U-Boote ne connaissent pas les taux de pertes dans leurs rangs. Les pertes ne sont pas révélées par le commandement et trop peu de temps est passé à terre pour le découvrir,. En second lieu, ils ont le sentiment d'appartenir à une élite avec ses privilèges (ce qui sera détaillé plus bas).
Du côté des Alliés.
Il n'y a jamais eu d'étude globale effectuée concernant les pertes humaines pour la marine marchande durant la bataille de l'Atlantique. Aussi les chiffres varient selon les auteurs. Cependant, ils se situent généralement entre 27 000 et 35 000 morts.

#### Recrutement des équipages
Chez les Allemands.
Il est souvent affirmé que la U-Bootwaffe était composée de volontaires. Le volontariat permet d'éviter l'affectation aux gros bataillons de l'infanterie, d'autant que la propagande exaltait les exploits des U-Boote et du FreiKorps Dönitz (« corps franc Dönitz »). Seuls 33 % des volontaires étaient jugés aptes à l'arme sous-marine : parmi ceux-ci 60 % étaient acceptés. À compter du milieu de 1941, apparaissent des conscrits affectés d'office. Une bonne part des sous-mariniers venaient d'autres spécialités de la Kriegsmarine. En 1944, 37 % des volontaires étaient acceptés pour la U-Bootwaffe, ce qui veut dire qu'ils ne manquaient pas. Un point mérite aussi d'être souligné ; l'équipage d'un U-Boot devait être soudé et motivé. Un marin affecté contre son gré aurait été rapidement débarqué.
Chez les Alliés.
Au début du conflit, la marine marchande britannique comprend environ 4 500 capitaines ou patrons, 13 000 officiers, 20 000 mécaniciens, 36 000 matelots de pont, 30 000 graisseurs et 17 000 stewards. Sur le nombre de matelots, environ un tiers est composé de « lascars », c'est-à-dire de non-Européens. De ceux-ci, les trois quarts sont d'origine indienne, les autres d’origine chinoise ou africaine.
Il n'y a pas eu, contrairement à ce qu’escomptaient les Allemands, de crise de recrutement pour les marins marchands. Les marins acceptaient, sans trop de réticence de signer pour une nouvelle traversée. Il est vrai aussi qu'un refus d'embarquement pouvait les conduire à un enrôlement dans l'armée.
Du côté britannique, un soin méticuleux est apporté à améliorer les conditions de travail des marins, en particulier en cas de naufrage. Et la propagande cherche à glorifier leur rôle.

#### Soutien aux marins

##### Distinctions et décorations
Pour éviter que le marin de la marine marchande, civil sans uniforme, ne soit considéré comme un « planqué », il lui sera offert un badge à arborer.
Certaines décorations, civiles, non militaires, seront attribuées pour reconnaître des actions méritoires. Ainsi, certains officiers du SS Athenia recevront la médaille de l'OBE ou de la BEM.

##### Aide aux naufragés

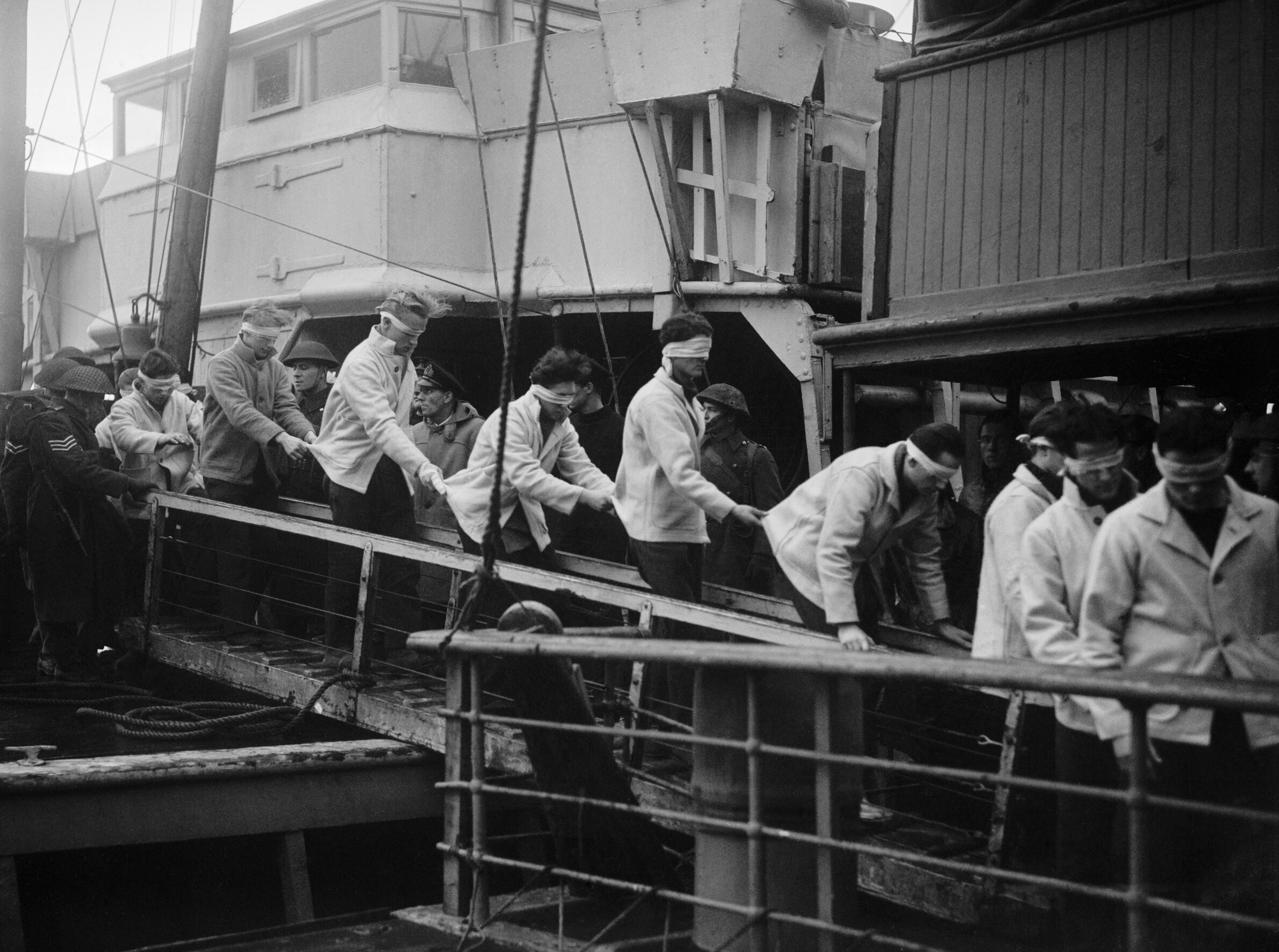
« Curiosité » : ces marins allemands, rescapés du naufrage du Scharnhorst et débarquant à Scapa Flow le 2 janvier 1944, portent des habits du « kit naufragés » normalement destiné aux marins alliés.

Curieusement, un marin marchand cesse, généralement, d'être payé au jour du torpillage de son cargo. C'est une conséquence du type de contrat le plus couramment signé par les marins ; ils s'engagent pour un trajet et si celui-ci se passe bien, ils signent de nouveau pour une autre traversée. Si le bateau est torpillé, cela est considéré comme le terme du contrat signé.
En conséquence, un marin perd tout, lors d'un torpillage, en dehors des habits qu'il porte à ce moment (éventuellement souillés de mazout). Certaines organisations caritatives, comme le British Sailor's Society, l'Armée du salut, des associations liées aux églises anglicanes ou catholiques, ou le British War Relief Society (en) de l'autre côté de l'Atlantique, fournissent des « kits pour naufragés » en plus des 30 £ en espèces attribuées au marin. Ces trousseaux (d'une valeur unitaire de 5 £ de 1939) se composent de vêtements et d’une trousse de toilette. Ils sont disponibles dans les navires de sauvetage (Rescue ships), et aussi pré-positionnés[pas clair] à Mourmansk ou à Arkhangelsk. Des livres, des jeux de cartes ou de fléchettes sont aussi prévus.

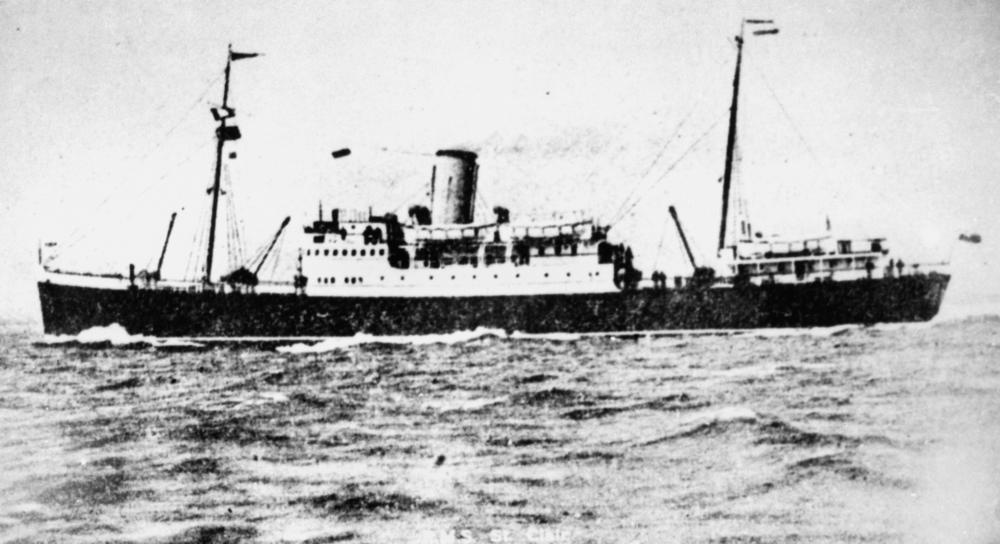
Un exemple de Rescue ship, le St Clair, construit en 1937, réquisitionné en 1940 : il est d'abord utilisé comme navire-base en Islande puis transformé en Rescue-ship ; il entre en service en juillet 1944. Il peut recueillir 168 naufragés dont 48 officiers ; il va suivre 14 convois.

- Rescue Ships.

Ces navires sont mis en œuvre pour porter secours aux marins des navires torpillés. Les convois en comprennent un ou plusieurs. Ils sont équipés de matériels pour recueillir les naufragés et agencés pour les loger le reste du trajet, en leur offrant l'aide matérielle et médicale. Cela permet d'éviter d'immobiliser des cargos ou des navires d'escorte.
En prime, ces navires sont équipés de détecteurs Huff-Duff et participent à la défense du convoi.
Plusieurs de ces navires sont coulés durant l'attaque de leurs convois.
Les trois premiers apparaissent en janvier 1941, neuf de plus en 1942, quatre en 1942, sept en 1943 et un en 1944. Ils sont de tous modèles, le Walmer Castle avec sa jauge 906 tonnes, ou Perth, de 2 258 tonnes. Ils sont armés par la marine marchande, avec des spécialistes de la Royal Navy.
Au total, les rescue ships escortent 800 convois et recueillent 4 194 naufragés,.
- Matériels de sauvetage.

Dès décembre 1939, l'Amirauté britannique crée le Life Saving at Sea Committee (Comité pour le sauvetage de vies à la mer). Ce comité rédige des recommandations qui sont appliquées aux navires dépendant du Ministry of Shipping ; elles sont proposées aux armateurs, qui les appliquent ou pas. Éventuellement, elles finissent dans un Statutory Order qui s'impose à tous.
C'est ainsi qu'est préconisé l'usage de radeaux de sauvetage, jugés plus aptes à supporter les explosions. De même, l'utilisation de gilets de sauvetage plus efficaces que les bouées classiques, moins encombrants bien que pratiquement impossibles à porter pendant le travail,. Les gilets sont équipés d'une lampe, rouge, permettant le meilleur repérage des naufragés dans l'eau.

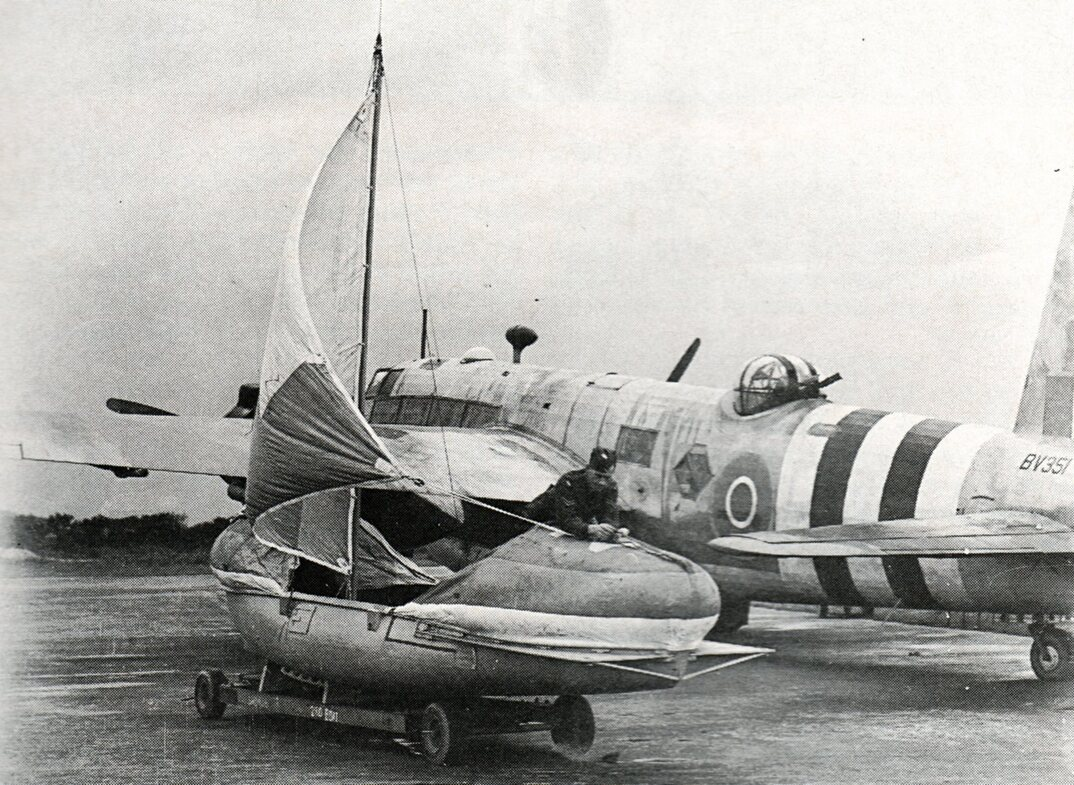
Canot de sauvetage britannique aéroporté (1944). Il était transporté et largué par des bombardiers Warwick similaires à celui présenté sur le cliché.

En janvier 1941, est adoptée la couleur jaune pour les matériels de sauvetage. Ce qui ne sera pas toujours appliqué, par crainte que cette couleur voyante n'attire les ennemis. Au début de 1943, des marques d'identification sont apposées sur la voile des canots de sauvetage, pour favoriser leur identification par les avions de secours.
Une étude d'après guerre montre que pour 682 canots de sauvetage considérés, 30 % ont été récupérés le 1er jour, 14 % le deuxième jour et 7 % le troisième jour; pour les 137 radeaux étudiés, 50 % sont récupérés le 1er jour, 13 % le deuxième jour et 3 % le troisième jour. Pour les autres, le temps de récupération se mesure en semaines.

##### Conditions d'existence des marins allemands
Les marins des U-Boote étaient choyés du mieux possible, pour renforcer leur sentiment d'appartenance à une élite. Ils bénéficient d'avantages.
Le comportement attentionné de leur chef, Karl Dönitz, à leur égard les conduisaient à le surnommer Onkel Karl (oncle Karl). Fréquemment présent lors des retours aux ports, serrant la main et discutant avec chaque membre de l'équipage, il contribuait à sa popularité et à leur obéissance.
De même, l'envoi de nouvelles personnelles par un message radio à un U-Boot en opération (pour signaler une naissance, par exemple) contribuait à entretenir le moral des marins.
Leurs conditions de vie à terre étaient, autant que possible, les plus agréables. Ainsi existait-il le BdU Zug (le train du QG) pour ramener rapidement chez eux les permissionnaires. Partant de Nantes ou de Brest, passant par Paris, par Charleroi puis par Rotterdam, par Brême et Hambourg, ces trains express permettaient aux marins d'être chez eux en 48 heures. Avec des attentions supplémentaires comme la possibilité à Rotterdam, au printemps, de prendre au passage des bouquets de fleurs pour la famille. Pour ceux qui ne rentraient pas chez eux, des propriétés avaient été réquisitionnées, loin des bombardements possibles, pour servir de camps de repos (U-Bootsweiden). Par exemple, le château de Pignerolle près d'Angers.
La solde des sous-mariniers était double de celle des autres marins de guerre. Payée en une fois au retour de patrouille, en argent français, elle permettait au marin d'acheter des denrées introuvables en Allemagne avant de gagner son foyer, ou de trouver de quoi passer une agréable détente sur place.

### Sur le plan technique
Durant les 68 mois de cette bataille, les évolutions de ses importants moyens techniques ont été notables. En voici quelques exemples :
- Recours à la « recherche opérationnelle ».

Pour la première fois, des scientifiques civils, au sein de cellules rattachées au plus haut des commandements ont analysé les opérations conduites, quantifié l'efficacité de procédures ou d'armes. Ce recours s'est essentiellement fait du côté allié, très peu, et tardivement, du côté allemand.
Les conséquences ont été visibles, en matière d'efficacité, dans la conduite des opérations. Voir, dans le présent article, le rapport 142 et ses conséquences sur l'efficacité des grenades anti-sous-marines.
- Apparition de centres de décision intégrés (exemples : OIC à terre et CIC sur les navires).

Ce sont des centres où convergent toutes les informations disponibles pour y être analysées et pour décider des tactiques à appliquer. Il y a eu de tels centres à terre, comme l'OIC ou le WACC, les équipements embarqués commençant à faire leur apparition.
Il s'agit des Combat Information Center sur les navires. D'abord établis sur des navires de grande taille, on les trouvera aussi vers la fin du conflit sur certains escorteurs. Ce local permet de centraliser toutes les informations tactiques, radar, ASDIC, HF/DF, radio, carte des opérations, position des différents acteurs, afin d'aider à la décision. Ces structures se généralisent après-guerre et donnent naissance, pour rester dans le domaine français, au SENIT (« Système d'exploitation navale des informations tactiques ») et de ses dérivés.
- Automatisation de procédures.

Deux exemples :
ASDIC réglant lui-même la profondeur d'éclatement des grenades sous-marines (cas du Squid).
Apparition de torpilles à tête chercheuse (« FIDO » et Zaunkoning).
- Apparition des premiers sous-marins performants.

Les principaux types de sous-marins au début du conflit sont conçus pour agir comme des torpilleurs submersibles. C'est-à-dire occasionnellement capables de s'immerger et peu aptes à combattre immergés.
À la fin du conflit, il existe des sous marins, les types XXI et XXIII, capables de rester longtemps immergés, grâce au tube schnorkel, se déplaçant à des vitesses comparables à celles des navires de surface et disposant d'armes et de détecteurs autorisant de combattre en plongée.

### Témoins

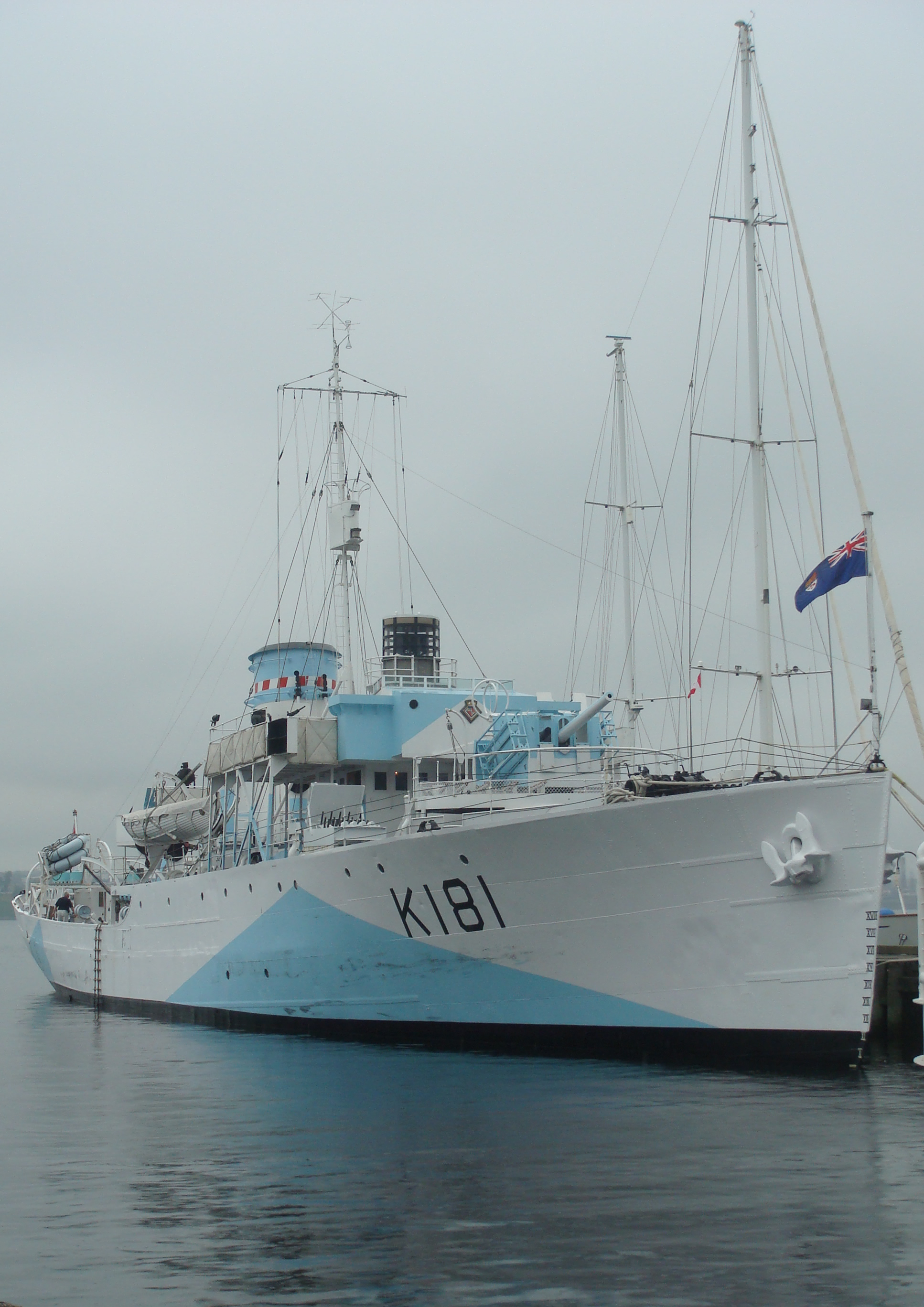
La corvette, navire-musée à Halifax au Canada (la dernière corvette de la Flower Class).